# 村積山

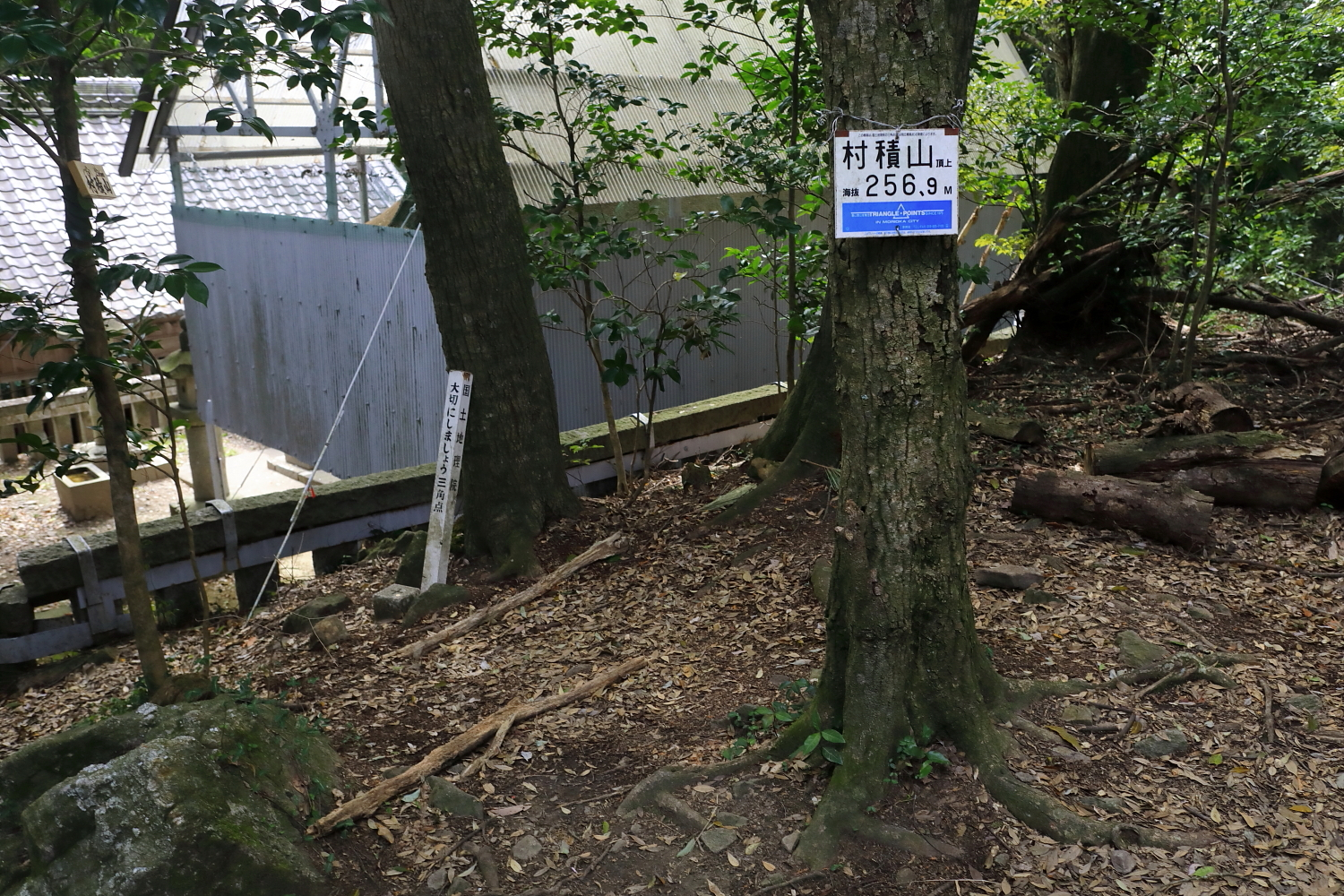
山頂付近の四等三角点。
（2022年（令和4年）3月）

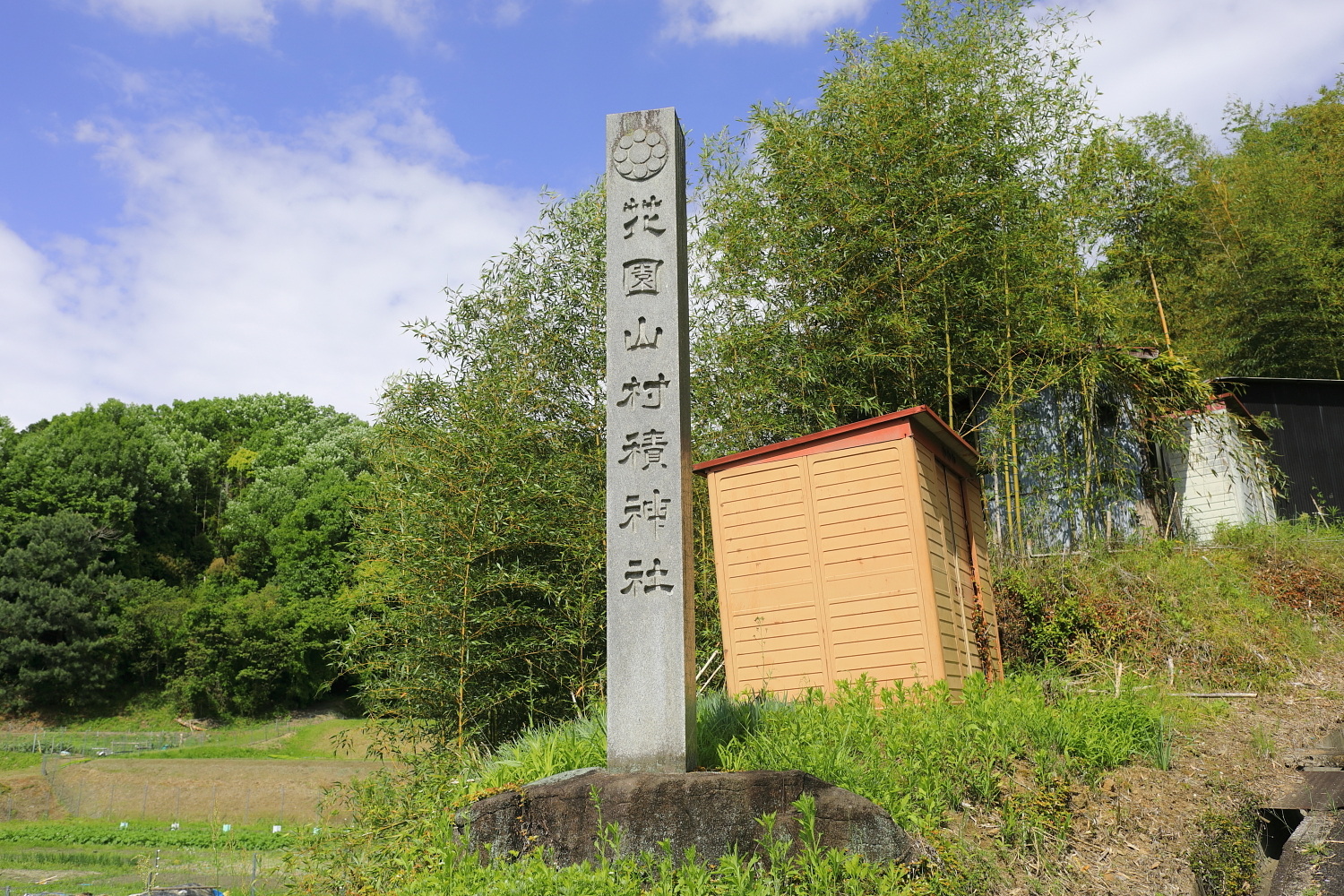
村積神社標柱。細川氏の家紋は本来丸に二つ引両紋であったが、村積神社の神紋と同じ九曜に代えられたという。

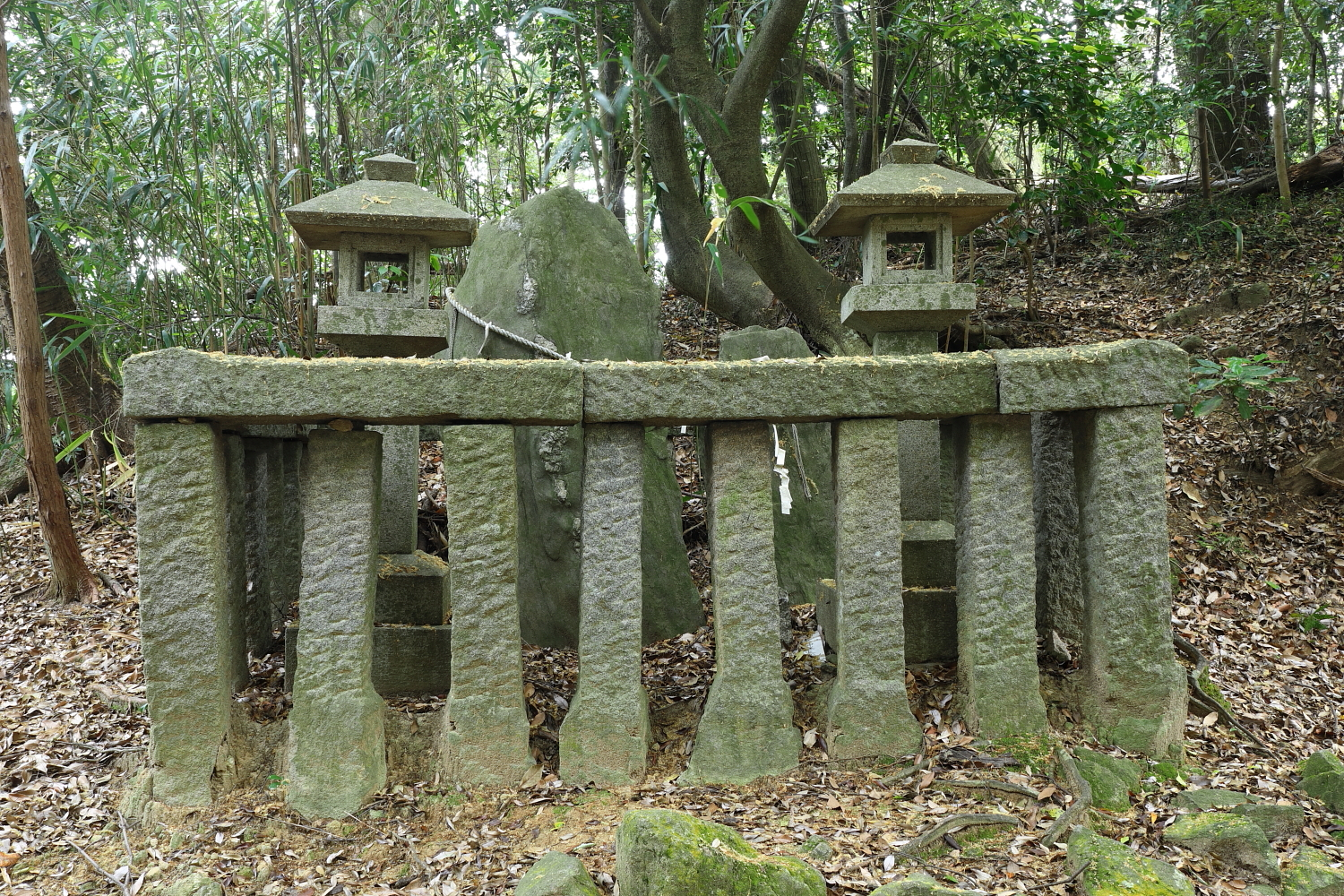
毒石。
（2022年（令和4年）5月）

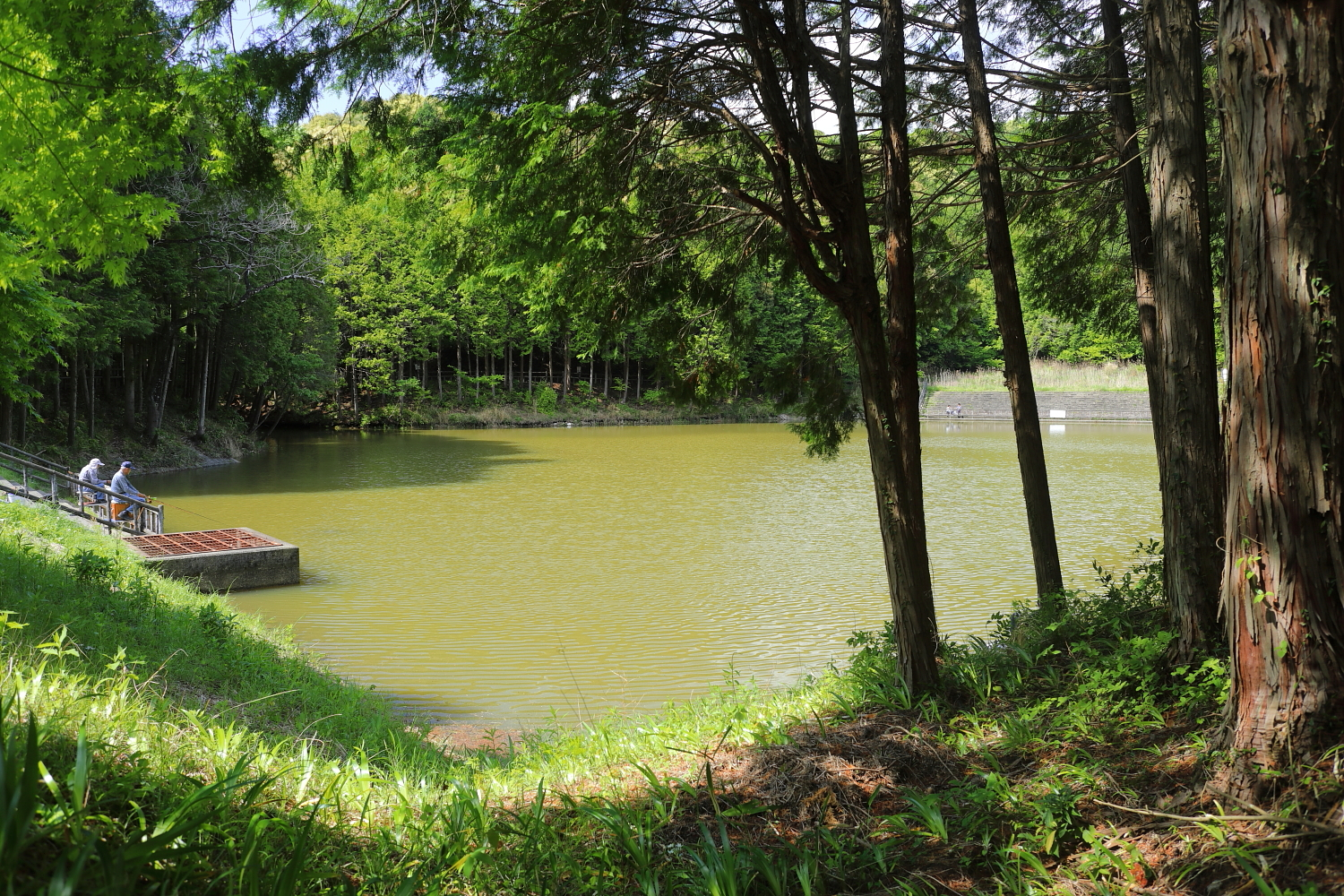
山田池
（2022年（令和4年）4月）

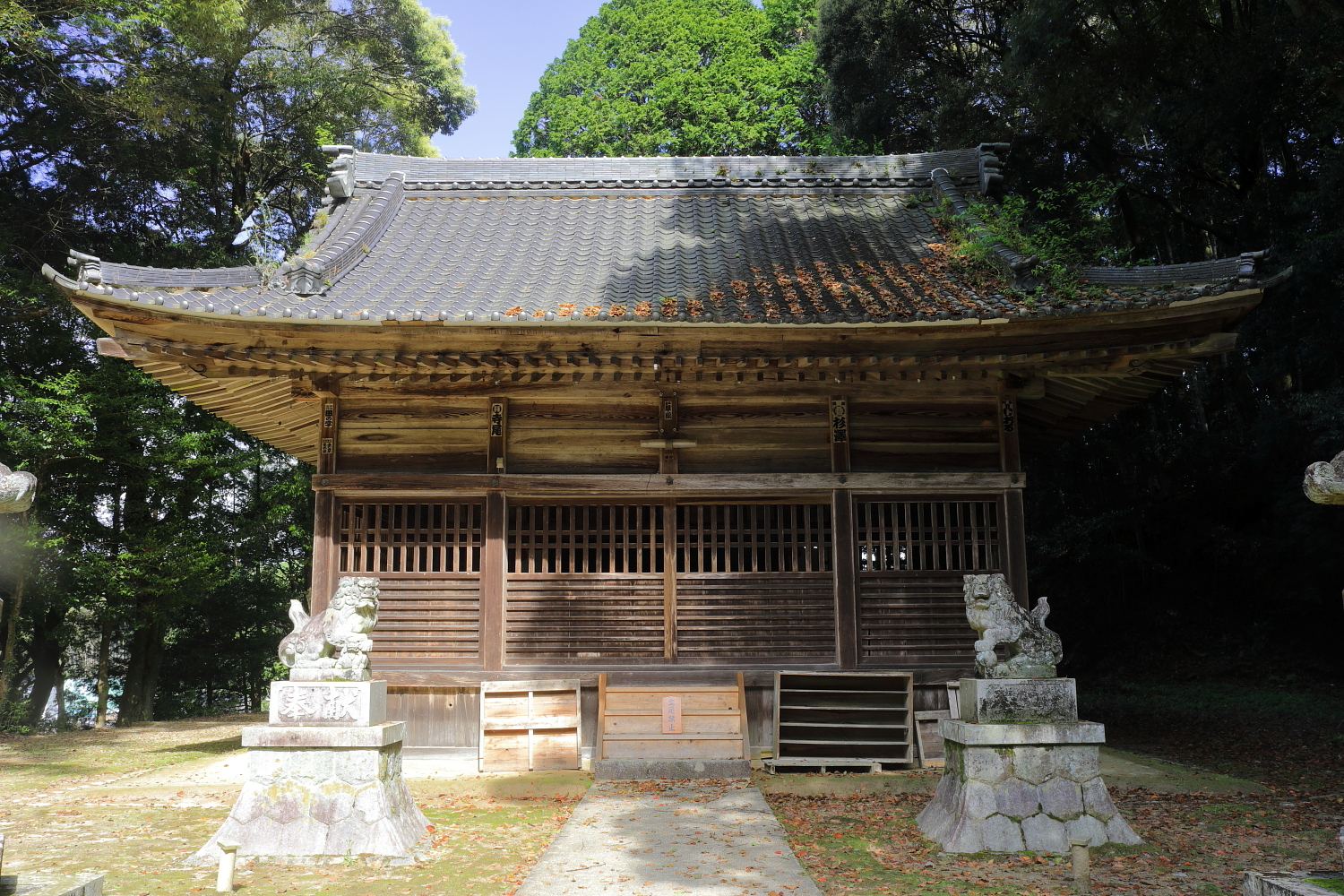
熊野神社拝殿
（2022年（令和4年）4月）

村積山（むらづみやま）は、愛知県岡崎市にある標高257.0メートルの山である。村積山自然公園の一部であり、山頂に四等三角点「村積山」がある。

## 概要
岡崎市の北西部に位置し、岡崎市役所から北北東に約7.8キロメートルの距離にある。山体は北から時計回りに奥殿町、恵田町、奥山田町、桑原町の4町で分けられ、山頂は奥山田町に属する。
恵那山麓より愛知県東部に大きく広がる山地は三河高原（三河山地）と呼ばれ、そのうち村積山の属する西方の山地は部分的に西三河山地ともいわれる。三河高原は山頂高度に定高性を持つ開析準平原として知られ、小起伏面として高位から、段戸小起伏面（標高1,000 - 1,100メートル）、串原小起伏面（標高700 - 900メートル）、三河高位小起伏面（標高400 - 600メートル）、三河低位小起伏面（標高100 - 400メートル）の4地形に分けられる。三河高原の西縁部に連続し、岩津地区東部を覆う西三河山地は三河低位小起伏面に相当し、その中にそびえる村積山は準平原に残された残丘のひとつとされる。北に霞川、西に桑原川、南に北斗川、東に宮前川（いずれも矢作川水系）がそれぞれ三河高原を侵食して谷底平野をつくり、村積山を秀麗な独立峰たらしめている。矢作川に向けて緩やかに落ち込んでいく村積山の西麓には矢作川の浸食作用による堆積物でつくられた岡崎北部丘陵の一端をなす細川丘陵や岩津台地が広がり、無数の古代遺跡や古墳群がみられるほか、北斗台団地・細川さくら台・細川団地（いずれも岡崎市細川町）などの宅地造成も早くから進み、昔も今も人の生活との関わりが多くみられる土地である。北麓では丘陵性山地の合間に流れの緩やかな霞川が広い谷底平野を形成し、これに対応する河岸段丘においては、大給の里道から奥殿陣屋跡付近にかけて霞川あるいは郡界川に由来するとみられる良質な粘土層（シルト）が分布し、その上部に村積山から崩落した崖錐堆積物が覆っている。村積山の山体のほとんどは武節花崗岩と呼ばれる細粒から中粒の花崗岩（白雲母黒雲母花崗閃緑岩）に覆われるが、山頂近くの南斜面の一部ではそれに囲われるように領家変成岩類の砂質雲母片麻岩が小岩塊（捕獲岩）として分布する。花崗岩の部分は一般に風化が激しく、土中の養分が流れて植生も貧弱となる。山頂の村積神社周辺には自然度の高い木々が覆っており、ツブラジイ（コジイ）を主としてほかにヤブツバキ、ヤマモモ、ササキ（ヒサカキ）、ベニシダなどがみられ、いわゆるサカキ - コジイ群集が社叢林をなす、それを取り囲むように中腹以上にはアカマツ、ソヨゴ、コジイなどのアカマツ群落があり、中腹以下にはコナラの群落がみられる。場所によってはつる植物のサルナシが木々にからみつくほか、落ち葉の積もったところには腐性植物のギンリョウソウが、林下にはキク科のカシワバハグマが生育している箇所もある。領家変成岩を起源とする土壌にはスギ・ヒノキ植林が分布するが、一部はかつて展望台建設のために行われた伐採跡地に植林されたものである。

## 構造物・施設など

### 村積神社
村積神社（むらづみじんじゃ）は、村積山の西麓に下宮（北緯35度1分7.095秒 東経137度11分26.484秒 / 北緯35.01863750度 東経137.19069000度）が、山頂に上宮（北緯35度1分19.054秒 東経137度11分56.114秒 / 北緯35.02195944度 東経137.19892056度）がある神社で、祭神として大山祇命・木花咲耶姫命・大己貴命の3神を祀る。近在では安産の守護神としても名高い。旧社格は郷社、例祭は毎年10月第2日曜日に執行される。

#### 概史
創建は飛鳥時代、大連物部守屋の次男であった物部真福（もものべのまさち）が岩津の地に移住、真福寺を建立するにあたり、守護神として村積山山頂に勧請したものが始まりという。物部真福について、『参河国真福寺元起』（1458年（長禄2年））では欽明天皇の孫とされる物部守屋の、その次男の真福が罰を被り流されたのが「仁木郷」であったこと、200歳を越える長命できわめて裕福であったとする伝承を載せる。真福寺の建立は『聖徳太子伝私記裏書』（鎌倉時代）では推古天皇の時代（6世紀末 - 7世紀初頭）、『真福寺再興勧進帳』（15世紀半ば）では大宝年間（701年 - 704年）などとしている。
広沢判官代義実の子で仁木太郎（仁木実国、仁木氏の祖）・細川次郎（細川義季、細川氏宗家初代）の兄弟がそれぞれ額田郡新城荘（仁木荘）・細川荘に移り住んだのは鎌倉時代前半、当時すでに存在していた村積神社は細川荘に含まれたとみられ、神職を義季の子孫が明治時代初頭まで綿々と務めてきたという。その始まりは、実国・義季の実弟で現西尾市戸ケ崎町付近を本拠地とした戸賀崎三郎（戸賀崎義宗、『柴田氏家系』）、義季の長男であったという細川義久（『細川家御由緒記録』）、義久の五世孫であったという細川義興（『神社記録』）など諸説あるほか、義興の孫細川義政の時代には嗣子の細川義原が幼少より病弱であったことから額田郡大平村より柴田義隆が細川家に養子に入り家督を相続、以降の村積神社神官は柴田姓を名乗っている。15世紀には近在の岩津城主であった松平信光の崇敬が厚かったともいわれる。
村積山を擁する奥山田村は1590年（天正18年）に田中吉政の支配下に入り、1601年（慶長6年）に御料所、1627年（寛永4年）に真次流大給松平家の知行地の一部となる。江戸時代を通じて真次流大給松平家の村積神社への崇拝は厚く、当主がこぞって棟札、神号額、鰐口、幟、石灯籠などを寄進している（下表を参照）。参勤交代を終えて帰国したとき、正月や9月の例祭のときなどには家臣を従えて自ら参拝したほか、江戸に詰めているときなどは在藩の重臣に代参させていたようである。また『奥山田村免状』は奥山田村田高92石余のうち、5石8斗を村積大明神の灯明代として免除するとある（『磯貝家文書』）。本殿脇の諏訪社と八王子社は1694年（元禄7年）に松平乗成によって勧請されている。
| 代数   | 人物                | 身分                         | 事跡 |
| ------ | ------------------- | ---------------------------- | --- |
| 初代   | 松平真次            | 旗本                         | 初穂料として50疋を献納する。 |
| 初代   | 松平真次            | 旗本                         | 棟札に「奉再興村積大明神」、すなわち神社を再興する（1636年（寛永13年）5月）。                                                                    |
| 初代   | 松平真次            | 旗本                         | 棟札に「奉再興御身体並宮鳥居建立村積大明神」、すなわち神体ならびに本殿・鳥居を再興する（1636年（寛永13年）8月）。                                |
| 第2代  | 松平乗次            | 大給藩初代藩主               | 棟札に「奉再興村積山身体並社堂建立之所」、すなわち神体ならびに社殿・堂宇を再興する（1668年（寛文8年）5月）。                                     |
| 第3代  | 松平乗成            | 大給藩2代藩主                | 鰐口1個を寄進する（1692年（元禄5年））。 |
| 第3代  | 松平乗成            | 大給藩2代藩主                | 石灯籠1基を寄進する（1692年（元禄5年）3月）。 |
| 第3代  | 松平乗成            | 大給藩2代藩主                | 棟札に「奉修覆村積大明神拜殿一宇」、すなわち拝殿を修復する（1692年（元禄5年）9月）。                                                             |
| 第3代  | 松平乗成            | 大給藩2代藩主                | 棟札に「奉再興村積大明神末社諏訪一宇末社」・「奉再興村積大明神末社八五子一宇末社」、すなわち諏訪社・八王子社を勧請する（1694年（元禄7年）5月）。 |
| 第4代  | 松平乗真            | 大給藩3代藩主 奥殿藩初代藩主 | 「村積大明神」小幟2旒を寄進する。 |
| 第4代  | 松平乗真            | 大給藩3代藩主 奥殿藩初代藩主 | 村積大明神神号額を奉納する（1712年（正徳2年））。                                                                                                |
| 第5代  | 松平盈乗            | 奥殿藩2代藩主                | 初穂料として100疋を献納する。 |
| 第5代  | 松平盈乗            | 奥殿藩2代藩主                | 石灯籠1基を寄進する（1718年（享保3年）9月）。 |
| 第5代  | 松平盈乗            | 奥殿藩2代藩主                | 鋒を寄進する（1719年（享保4年）5月）。 |
| 第6代  | 松平乗穏            | 奥殿藩3代藩主                | 「村積大明神」小幟2旒を寄進する。 |
| 第6代  | 松平乗穏            | 奥殿藩3代藩主                | 棟札に「村積大明神社頭奉修造之所」、すなわち本殿を修造する（1759年（宝暦9年））。                                                                |
| 第7代  | 松平乗友            | 奥殿藩4代藩主                | 「村積大明神」小幟2旒を寄進する。 |
| 第8代  | 松平乗尹            | 奥殿藩5代藩主                | 「村積大明神」小幟2旒を寄進する。 |
| 第9代  | 松平乗羨            | 奥殿藩6代藩主                | 本殿屋根の葺き替えを奉じる（1815年（文化12年））。                                                                                               |
| 第9代  | 松平乗羨            | 奥殿藩6代藩主                | 末社屋根の葺き替えを奉じる（1821年（文政4年）5月）。                                                                                             |
| 第10代 | 松平乗利            | 奥殿藩7代藩主                | 和歌1首を奉納する（1837年（天保8年）7月）。 |
| 第10代 | 松平乗利            | 奥殿藩7代藩主                | 棟札に「奉再興村積大明神拜殿一宇」、すなわち拝殿を再興する（1839年（天保10年）8月）。                                                            |
| 第10代 | 松平乗利            | 奥殿藩7代藩主                | 御供所を再興する（嘉永年間（1848年 - 1854年））。                                                                                                |
| 第11代 | 松平乗謨 （大給恒） | 奥殿藩8代藩主 田野口藩藩主   | 「村積大明神」小幟4旒を寄進する。 |
| 第11代 | 松平乗謨 （大給恒） | 奥殿藩8代藩主 田野口藩藩主   | 手水鉢を奉納する（1844年（天保15年）5月）。 |

一般領民の間でも、正月15日・5月5日・9月9日・12月30日には、夜になると「おこもり」と称して領内の代表者による参拝が行われたほか、百日行や二百日行を行う人物もあったという。1917年（大正6年）9月28日に神饌幣帛料供進社に指定され、山頂での神事が困難なことから、同年西麓に社殿や社務所が建立され（下宮）、ここで祭事が執行されるようになる。

#### 社構
山頂上宮には本殿、本殿の左に諏訪社、右に八王子社、拝殿、石灯籠及び鳥居が立ち、西麓下宮には本殿、拝殿、渡殿、社務所、車庫、鳥居がある。上宮本殿は様式として三間社流造で屋根は檜皮葺。1668年（寛文8年）築造に築造され、1759年（宝暦9年）に修築されて現在に至ると考えられる。上宮拝殿は平（ひら）を正面とする横長の建造物で、棟札によれば1839年（天保10年）に修築されたとみられる。

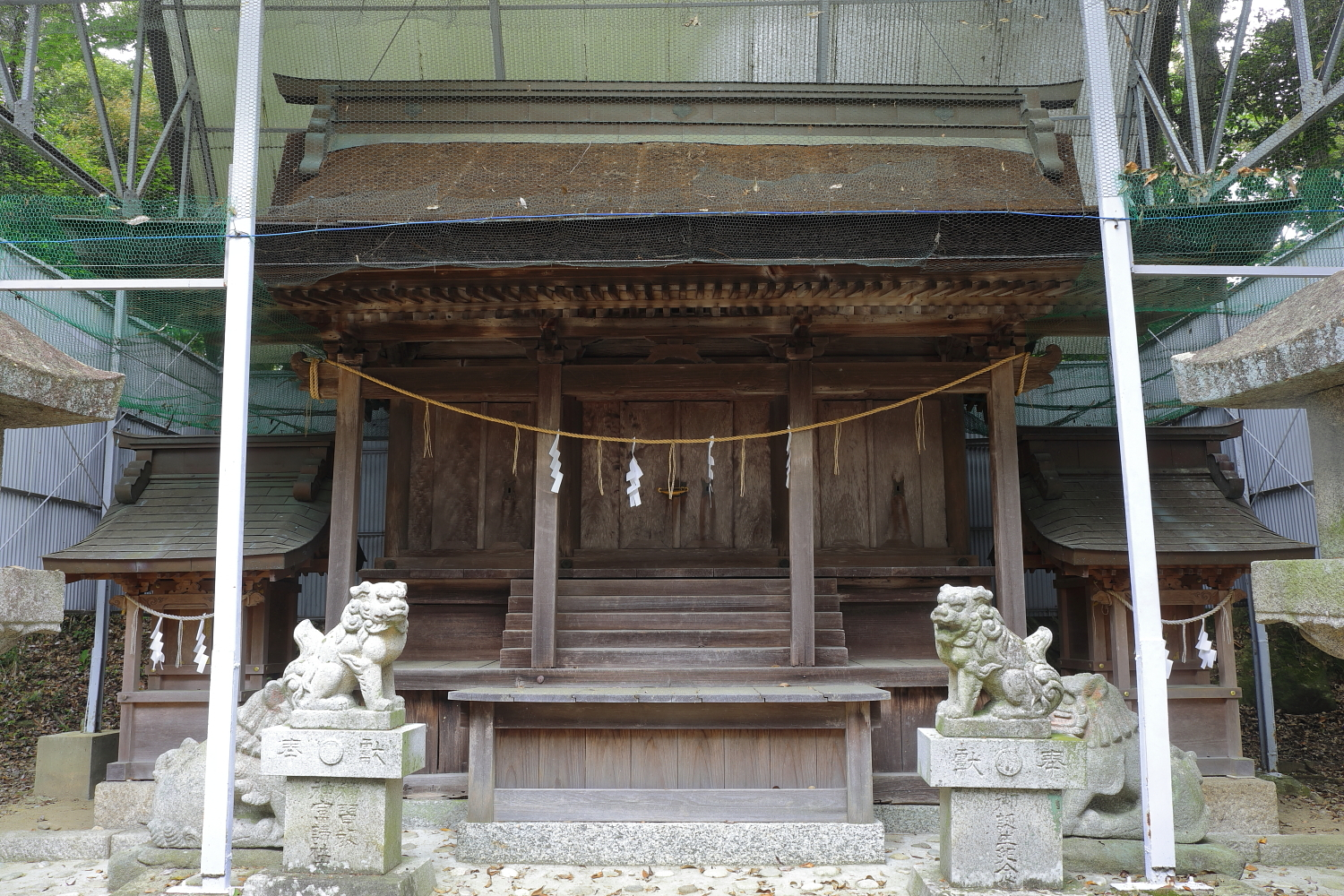
上宮本殿と左の諏訪神社、右の八王子社。 （2022年（令和4年）5月）
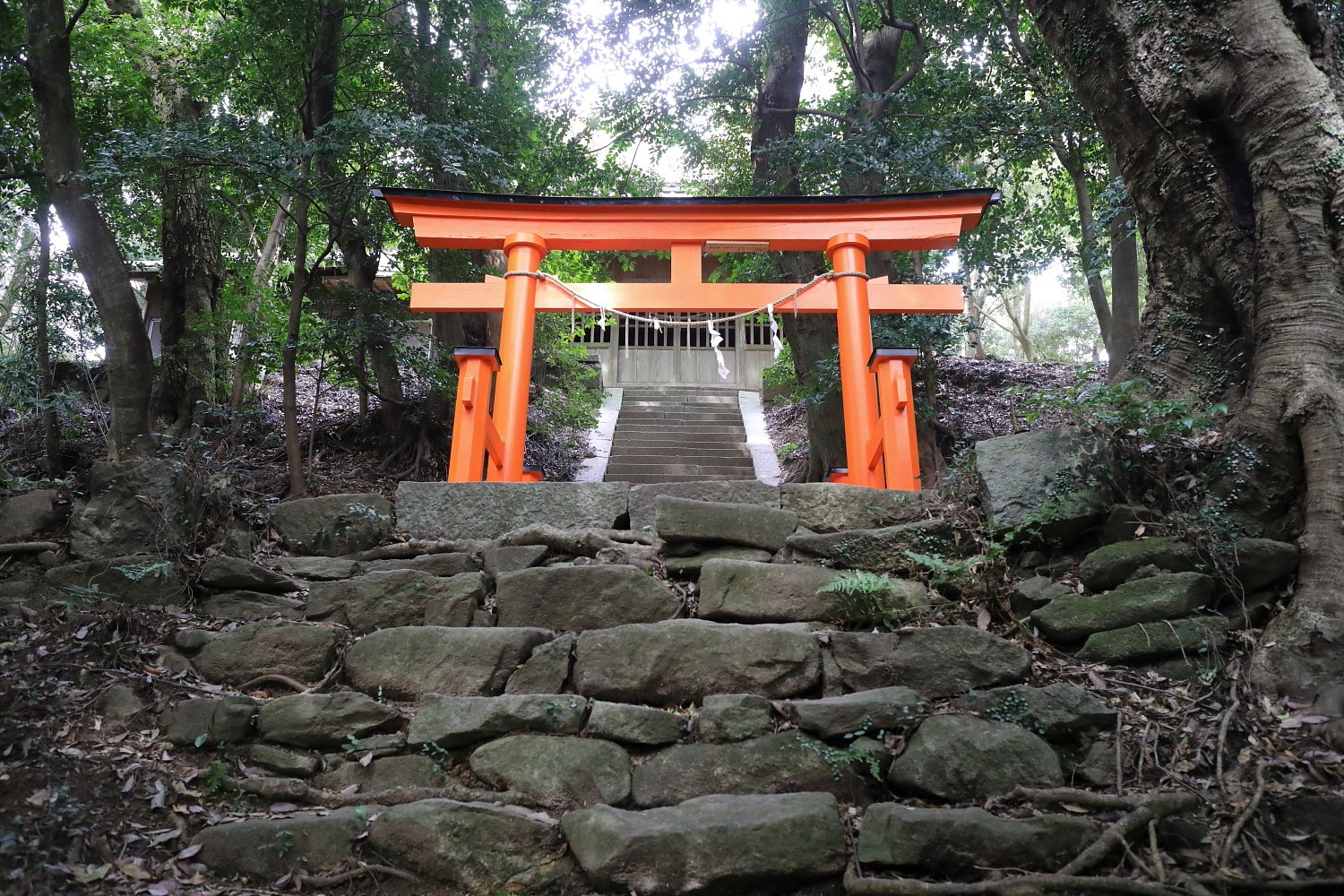
上宮鳥居。 （2022年（令和4年）3月）
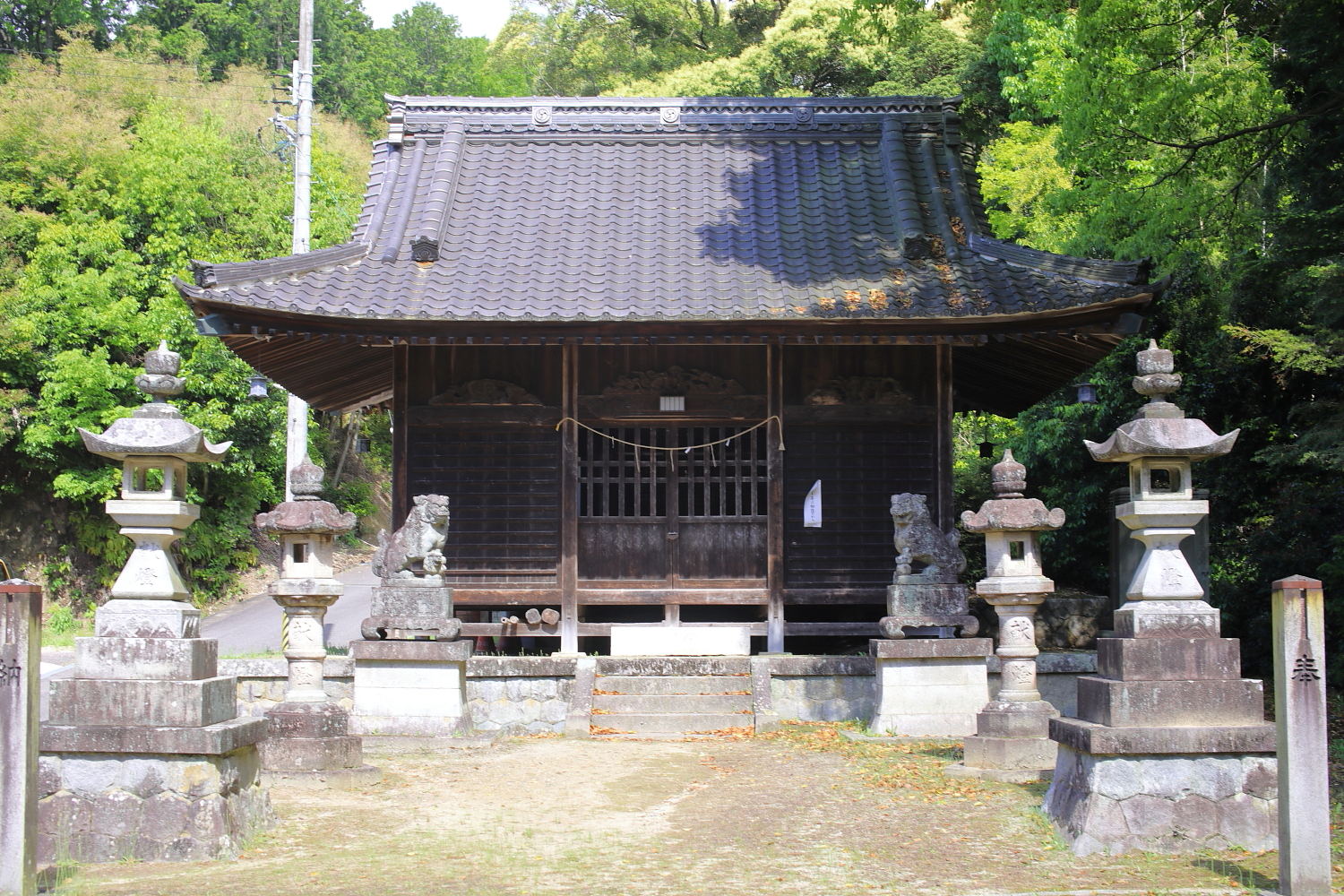
下宮拝殿。 （2022年（令和4年）4月）
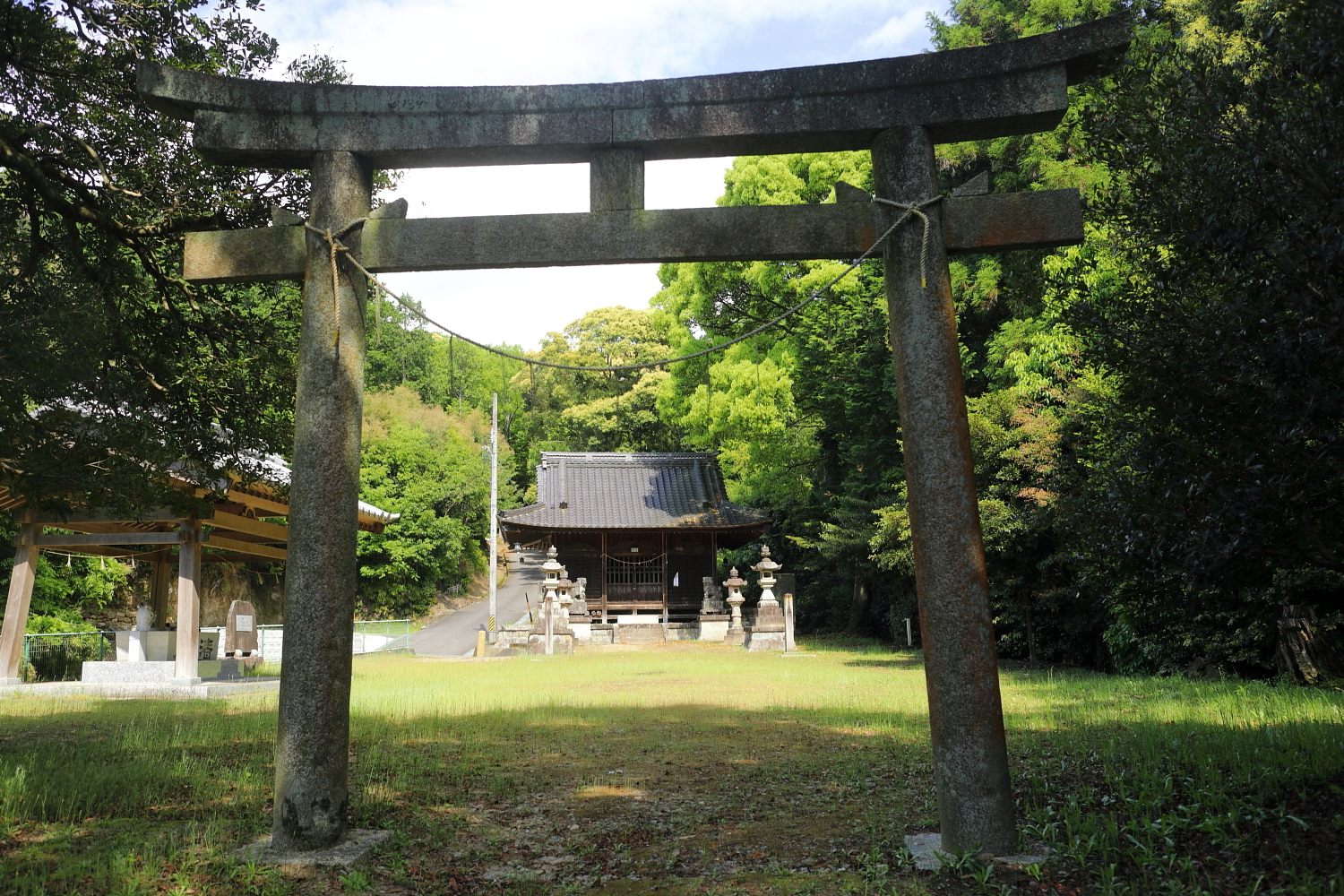
下宮鳥居。 （2022年（令和4年）4月）

#### 主な宝物・文化財
木造男神造・女神造
当神社の祭神である3人の神がぞれぞれ磐石の上に氈氍座を置いて座した姿を現すヒノキ造の像で、白土地に黄土色・青緑色・朱色などで衣を彩る。大山祇命は像高29.2センチメートルでひげをたくわえ衣冠束帯を着用し笏を手にする。木花咲耶姫命は像高25.3センチメートルで十二単を着用する。大己貴命は像高32.1センチメートルで若形ながら服制は大山祇命と同様とする。平安時代後期のものとも室町時代のものともいわれるが、つくりが非常に単純で荒く、時代もそれほど下らないとみられ、1636年（寛永13年）に松平真次が奉納したとする「御身体」あるいは1668年（寛文8年）に松平乗次が奉納した「村積山身体」に相当するものとみられる。1980年（昭和55年）1月22日に岡崎市指定有形文化財（彫刻）に指定されている。
大般若波羅蜜多経
平安時代初期から南北朝時代にかけての断片がある中で450巻（1377年（永和3年））と577巻（1378年（永和4年））が宝物として残る。『細川家御由緒記録』は南北朝時代の守護大名細川頼有により奉納されたとする。
鏡
径約12センチメートルの金製円形で、裏面に鶴亀松竹桐の浮文様が入る。
鰐口
径約45センチメートルの青銅製円形で、1692年（元禄5年）に松平乗成が寄進する。
村積大明神神号額
1712年（正徳2年）に松平乗真が寄進する。

### 毒石
毒石（どくいし）は、上宮本殿の西隣に置かれ、忌垣に巡らされた2基の自然石（雲母片麻岩）をいう。向かって右は96センチメートル、左は129センチメートルの石高を持つ。大正時代には墓石といわれるようになり、右は細川義季、左は古い時代の神主のものとされるが、戸賀崎義宗・細川義久・細川義興など諸説ある。一方、触れると病気になったり死に至ったりするという殺生石（栃木県那須町）の伝承があるほか、鳥羽上皇に寵愛されながらも三浦義明に射殺された妖狐の怨念の石であるともいわれ、『新編岩津町誌』は上記のような伝承には貴人の墓に容易に触れさせない意図があったのではないかと考察する。事実、『細川家御由緒記録』には細川氏を守護する石神（神霊石）であるとする記述がみられる。あるいは、村積山の山頂（村積神社上宮本殿裏）には大岩が数基散在しているが、本来的にはこれらに磐境（いわさか）を示すような霊的な配置があったかもしれず、この中からふたつの磐座（いわくら）が場所を移されて毒石とされたのではないかと中根洋治は考察する。大小ふたつの立石を祀るのは男女による子孫繁栄の願望を示すという。石の前にある石灯籠には「真福寺代官柴田文三郎則房」と記されている。

### 境界碑
村積山西麓にある大沢山龍渓院は、開創まもない1453年（享徳2年）に渡合村（現愛知県豊田市渡合町付近）の土豪であったという土井九郎左衛門が広大な持山や浄財を施入したことをもって寺基が整えられたといわれるが、その寺領は村積山にも入り組んで存在し、古くから近隣村民と数々の紛争を引き起こしていたようである。1608年（慶長13年）に龍渓院は近在の桑原村・奥山田村・恵田村・奥殿村・細川村の各村役人との間に誓約書をかわし、江戸幕府より下付された朱印状の権威を背景に寺領における山林盗伐を固く戒めようとしている。しかし、江戸時代を通じて山賊（山林討伐者）の乱入や近隣村との山論（境界紛争）はひっきりなしに勃発し、わずか20石を領する龍渓院の警護や訴訟にかかる負担は相当重いものであったとみられる。龍渓院の交渉記録に「文化八年　村積山境石新製。彼村は立石四二本、当山は奥殿屋敷坂口迄五五本也。」との記事がみえ、すなわち1811年（文化8年）に「彼村」が42本の立石を、龍渓院が55本の立石を設けたとされるが、龍渓院の参道脇から市道1078号（門立奥入線）を東進すると（「石碑ルート」）、桑原川上流の沢を渡った付近から山腹にかけて「村積山界」「従是大沢領」「是ゟ大沢領」といった石碑が無数に置かれており、年号は無いもののその位置や古めかしさや数量からみて、所領の範囲を明確にするためにやむなく設けられた1811年（文化8年）の立石の数々であると考えられる。また「村積左へ留行の松跡」と刻まれた碑は、1809年（文化6年）もしくは1810年（文化7年）に枯死した「天宮松」という境界を示す松があったことを示すために1846年（弘化三年）に立てられた碑であるとみられる。そのほか、「享保十五年上州竜海院外代」「文化八年田原伝法寺代立」といった碑もみられ、それぞれ1729年（享保14年）に上野国の龍海院から亀鶴天沼が、1811年（文化8年）に渥美郡の伝法寺から慈沢周恩が龍渓院へ輪住したことを示すための記念碑的な建立であったと考えられる。

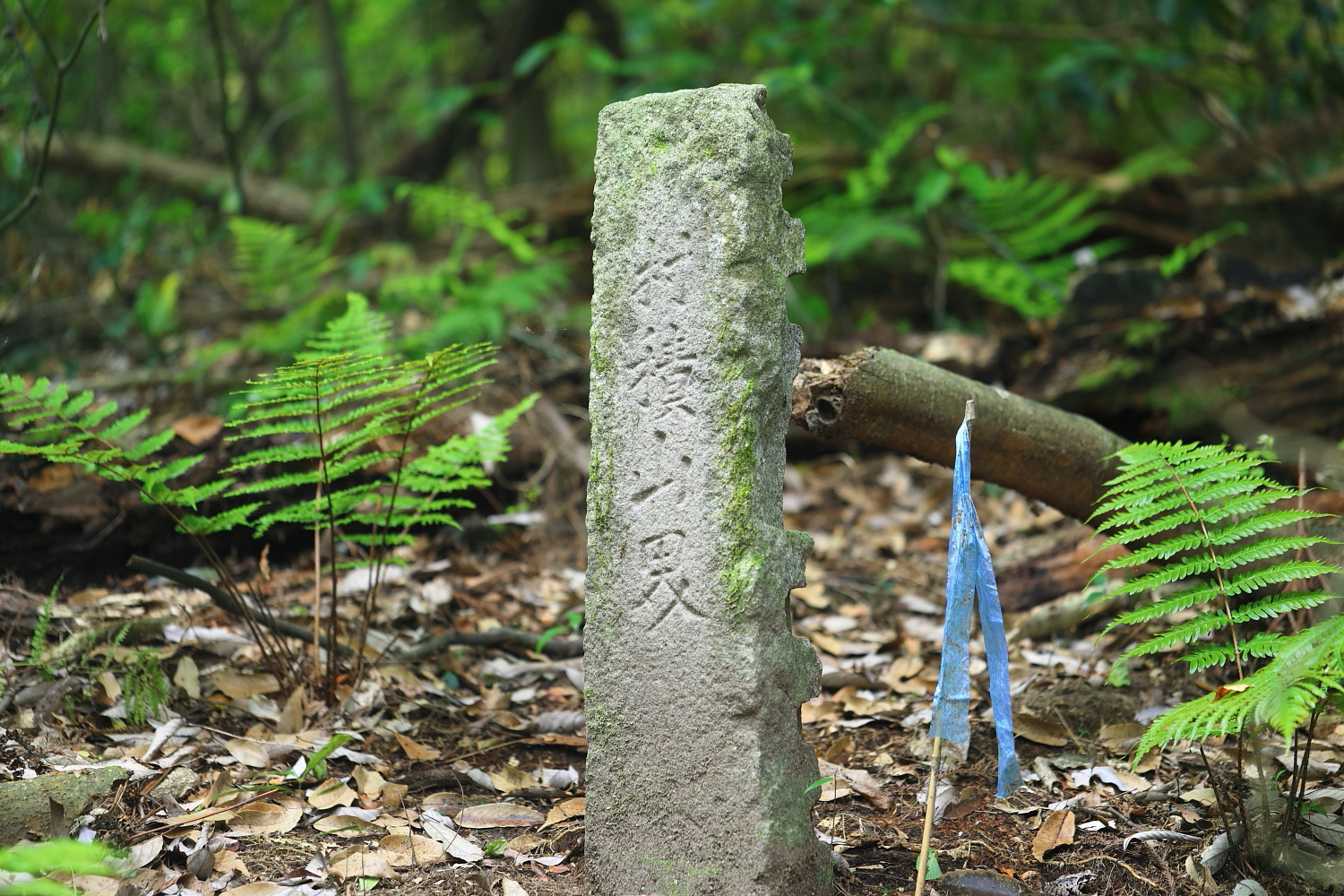
「村積山界」碑。 （2022年（令和4年）5月）
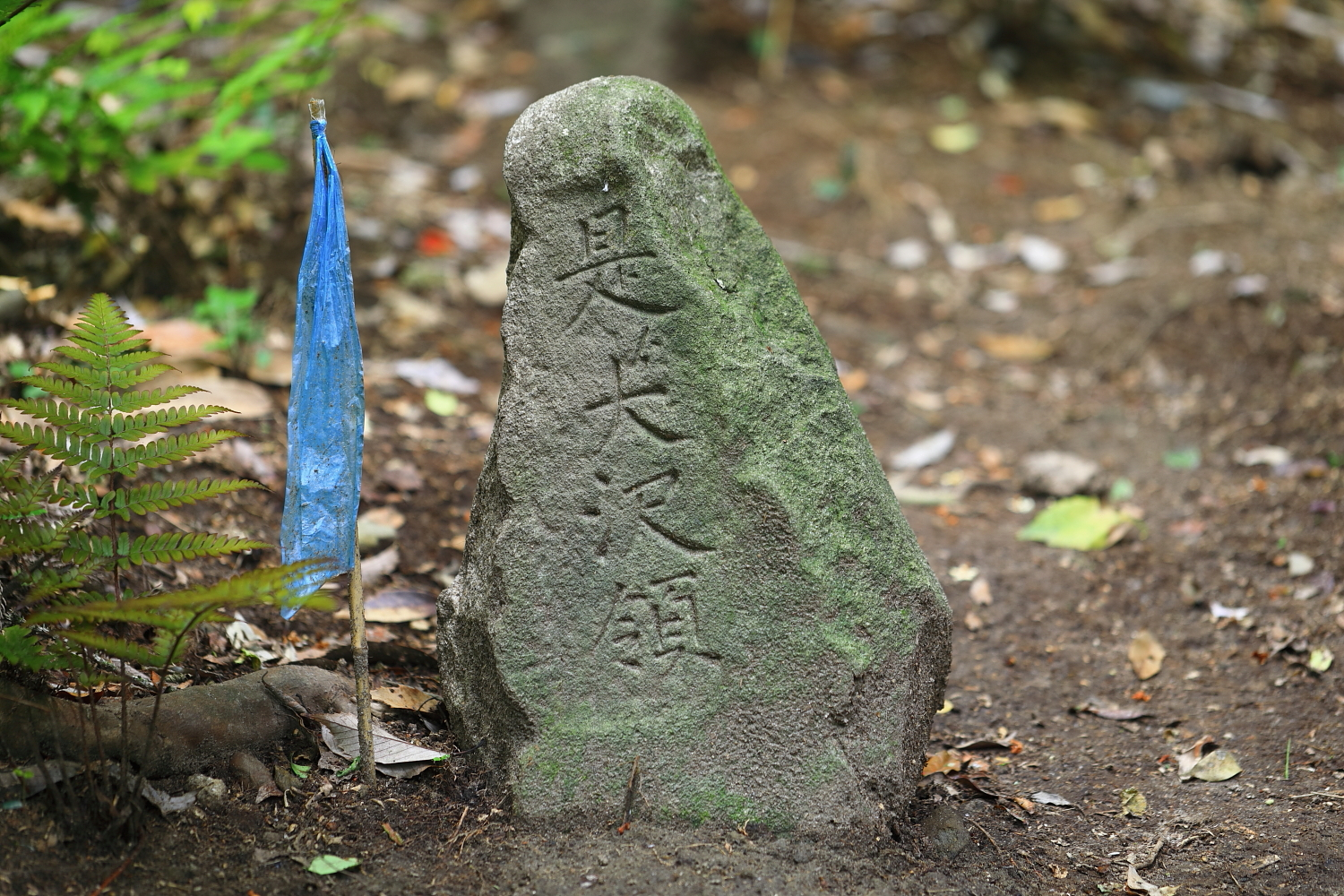
「是ゟ大沢領」碑。 （2022年（令和4年）5月）
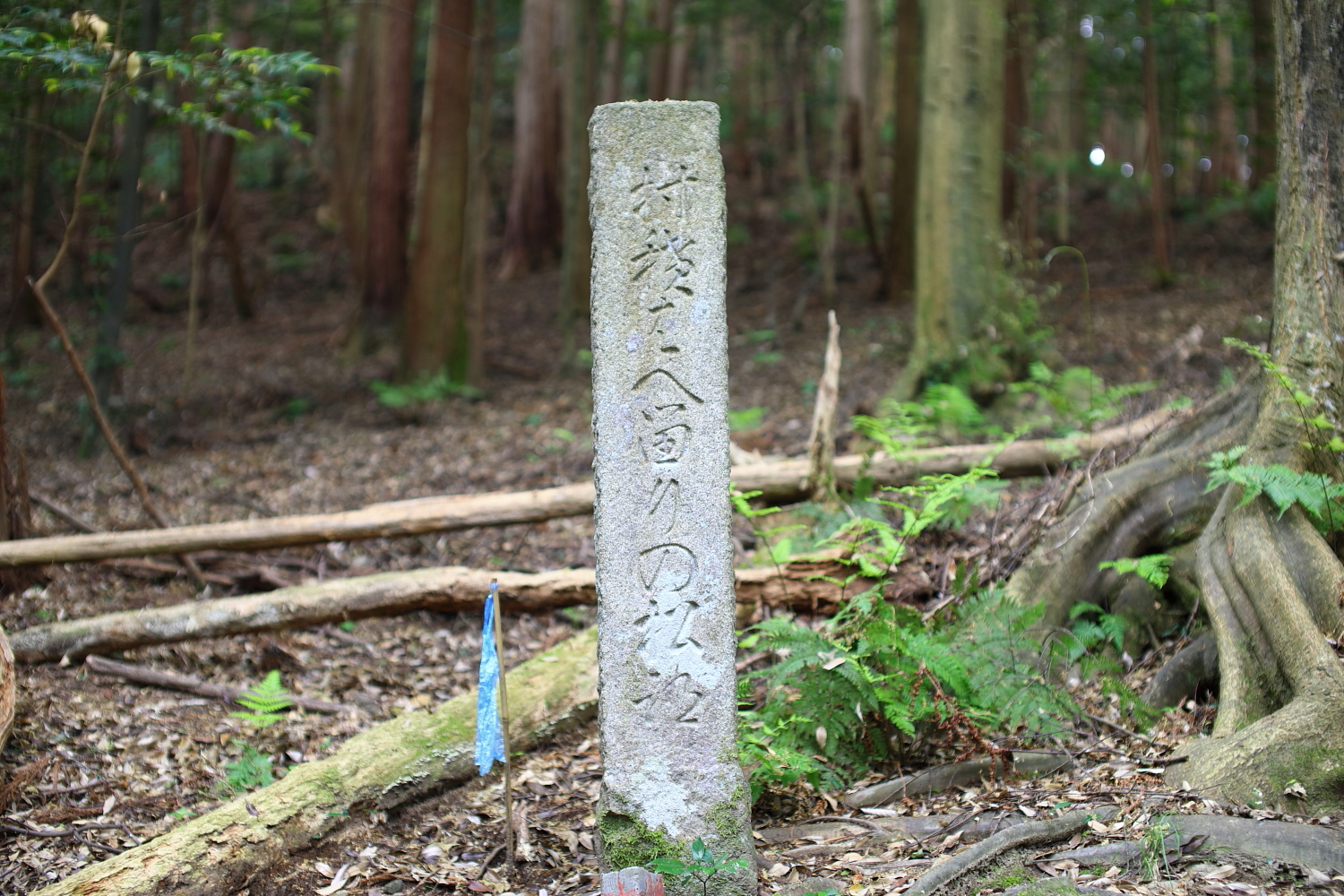
「村積左へ留行の松跡」碑。 （2022年（令和4年）5月）

### 山田池
山田池（やまだいけ）あるいは奥山田池（おくやまだいけ）は村積山南斜面にあり、堤高約4.0メートル、貯水量約5,500立方メートルのため池である（北緯35度1分9.15秒 東経137度11分44.813秒 / 北緯35.0192083度 東経137.19578139度）。戦中に農作物増産のために築かれたという。

### 奥殿陣屋跡
奥殿陣屋跡（おくとのじんやあと）は、村積山の北麓にある遺跡（埋蔵文化財）である。奥殿陣屋交差点の東、おおむね奥殿町字雑谷下地内にあたり、岡崎市道奥殿1号線によって南北に分断されている。奥殿1号線の北側は農地・宅地・工場などがあり、南側は観光施設の「奥殿陣屋」として整備されている。
1711年（正徳元年）に奥殿藩第3代藩主であった松平乗真が藩政機能を大給（現愛知県豊田市大内町付近）から当地に移転したことに始まり、1863年（文久3年）に松平乗謨が信濃国佐久郡田野口に藩庁を移転したことにより役割が徐々に縮小した末に終焉をみる。1703年（元禄16年）頃から建設がはじまり、二度の大火（1761年（宝暦11年）・1813年（文化10年））に見舞われながらもそれらの復興に加えて米蔵・土蔵・学問所・道場などの建設が続き、築地塀に囲われた2ヘクタール弱の敷地に表住居・地方役所・学問所・道場・代官士分の住居など33棟が密集する様子が1868年（明治初年）の奥殿陣屋図から見て取れる。しかし1871年（明治4年）の廃藩置県を経て大給松平家との縁が切れ、かつての藩士であった権少属中根泰三の管理下に置かれた陣屋の建物は新政府の所有となり、民間に払い下げられたり取り壊されたりするなかで1877年（明治10年）頃にはほとんどの建物が姿を消している。その中で、陣屋跡にある中根家宅の築地塀は数少ない遺構のひとつであるほか、龍渓院に庫裏として転用された書院は1984年（昭和59年）に再び陣屋跡に移築復元、翌1985年（昭和60年）5月にオープンした観光施設「奥殿陣屋」の中心施設として利用されている。陣屋跡の南端と東端にあたる村積山山中には約200メートルにわたって土塁が残るほか、奥殿藩歴代藩主の墓塔が並ぶ奥殿藩藩主廟所は1984年（昭和59年）に整備され、1988年（昭和63年）に岡崎市指定文化財（史跡）に指定されている。

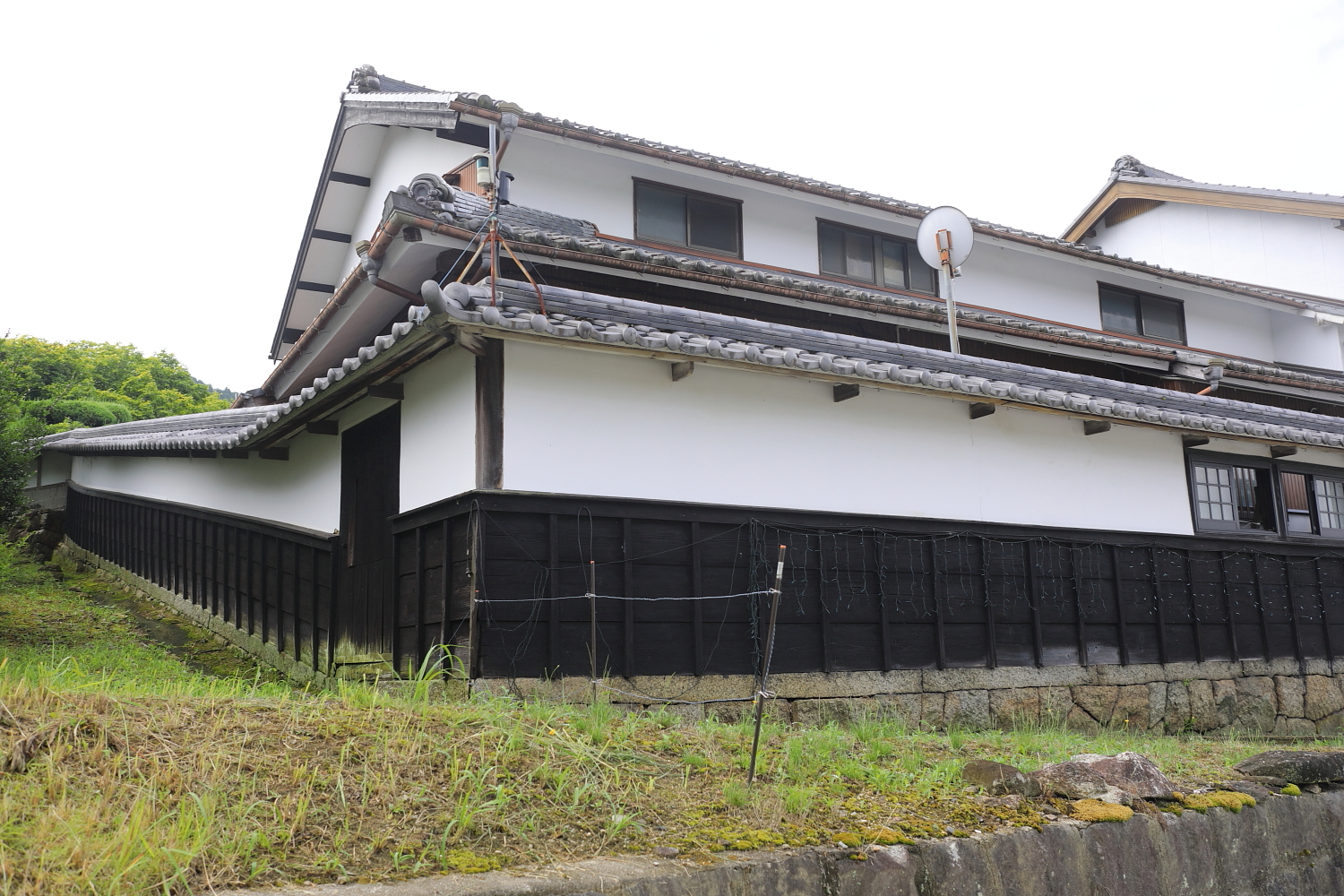
中根家に残る築地塀 （2022年（令和4年）7月）
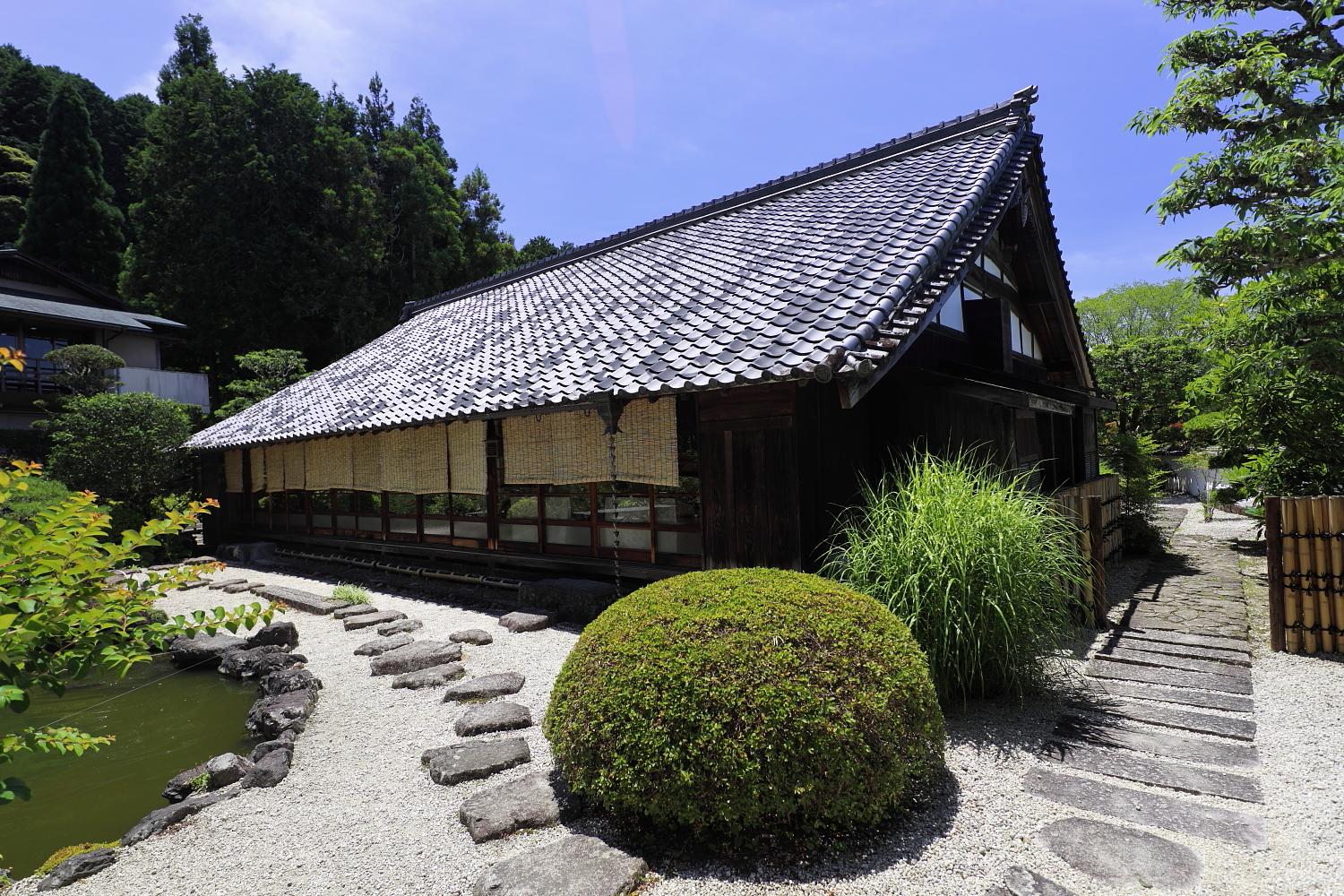
書院 （2022年（令和4年）6月）
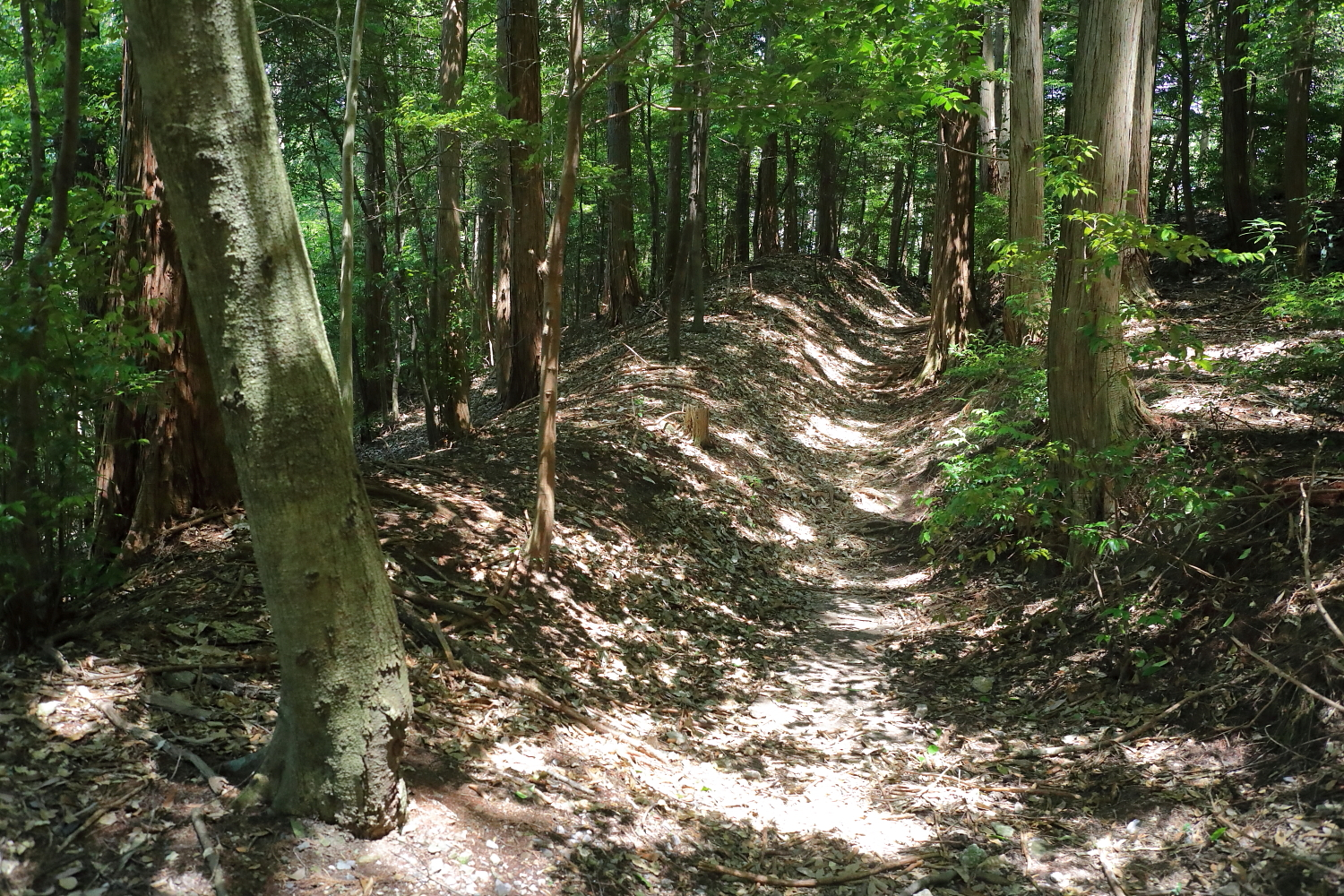
村積山山中に残る土塁 （2022年（令和4年）6月）
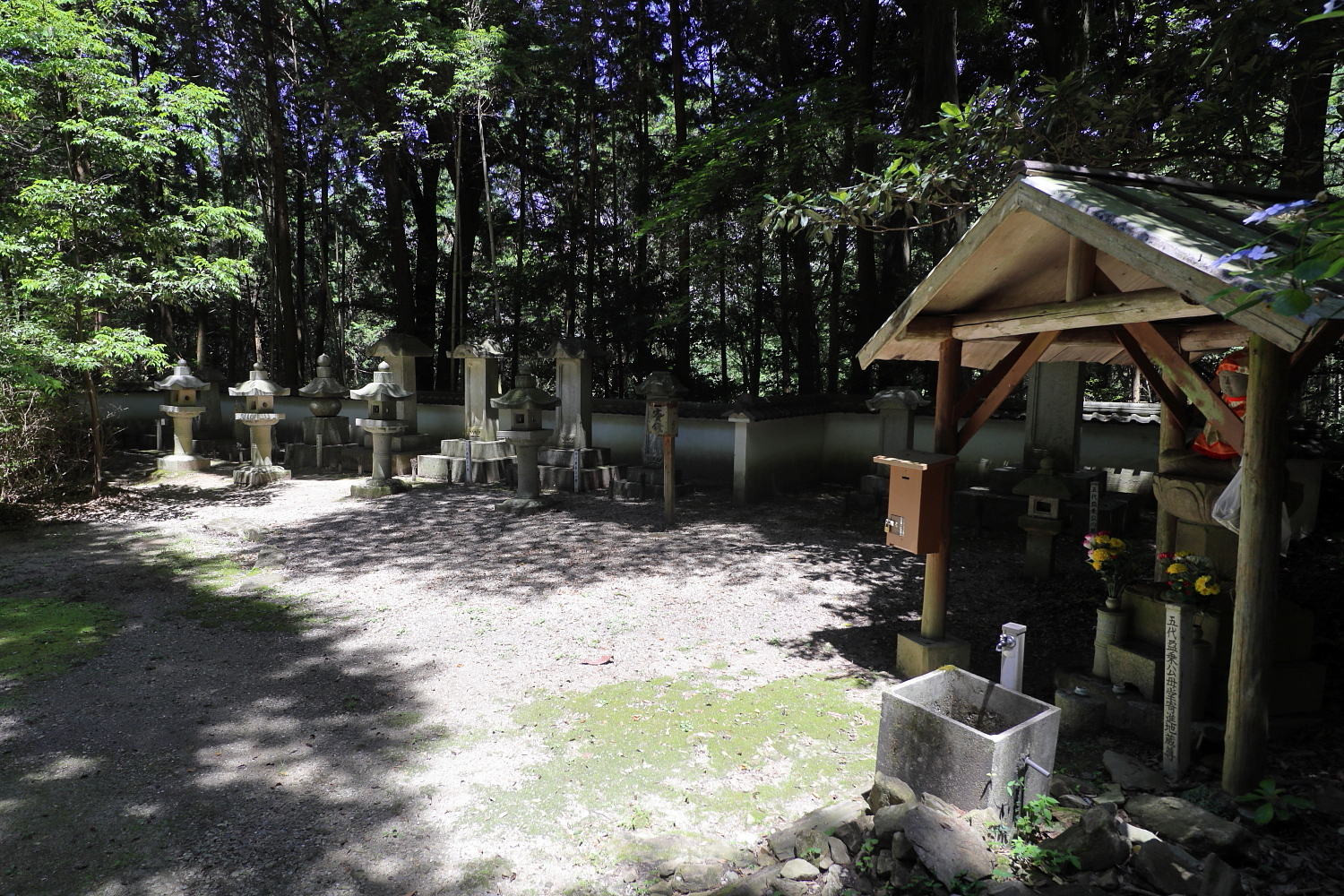
奥殿藩藩主廟所 （2022年（令和4年）6月）
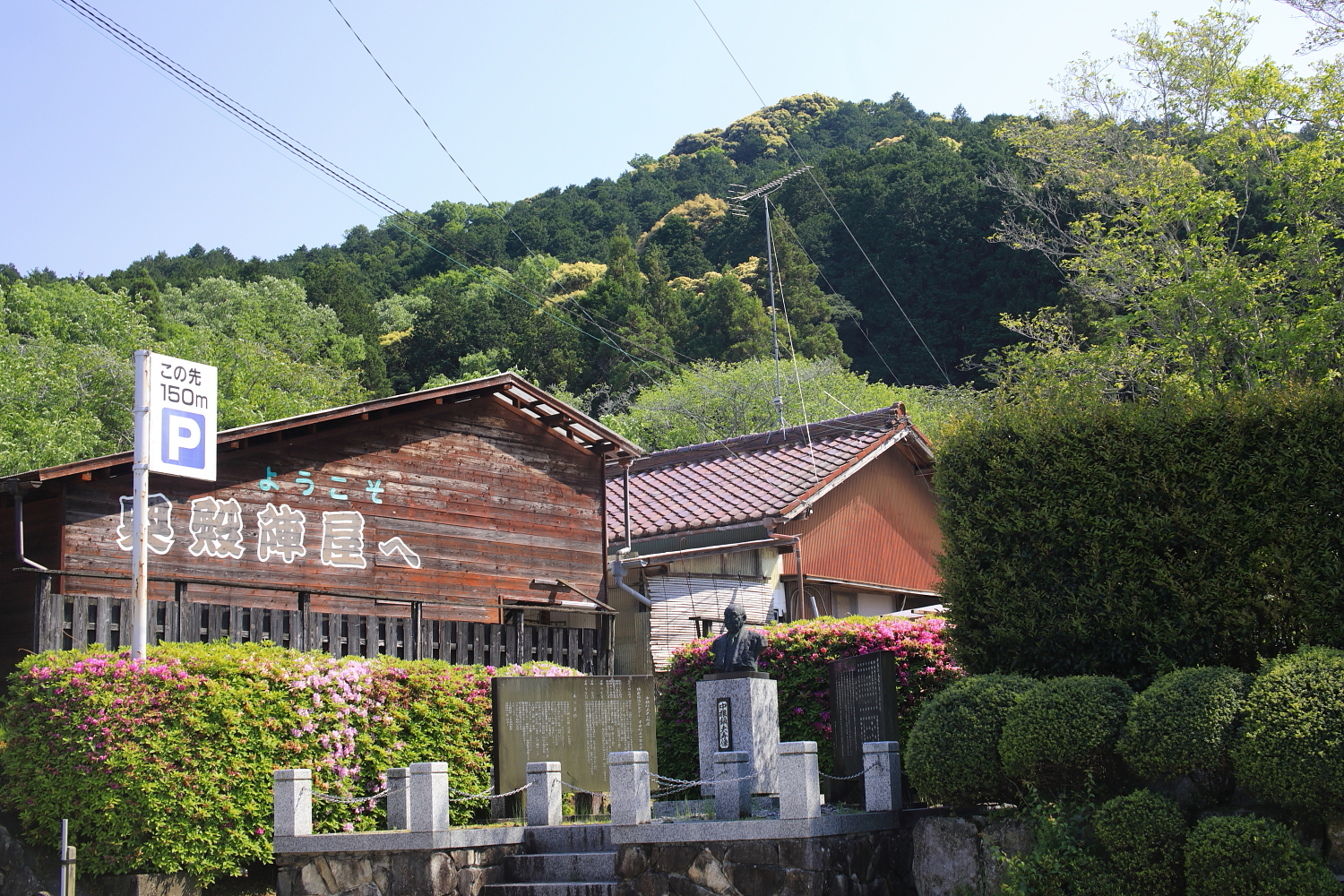
観光施設「奥殿陣屋」と村積山遠景 （2022年（令和4年）5月）

### 熊野神社
熊野神社（くまのじんじゃ）は、村積山の北麓にある神社である（北緯35度1分43.158秒 東経137度11分47.217秒 / 北緯35.02865500度 東経137.19644917度）。祭神として事解男命・速玉男命の2神を祀る。創建年や由緒は明らかではないが、1713年（正徳3年）に松平乗真より初穂料として50疋が献納されるとあるのが当社の史料上の初出である（『地方秘録』）。奥殿藩歴代藩主や藩士たちの崇敬が厚かったらしく、扁額や絵馬、合戦図、古梅図などが数多く奉納されており、特に寛政期・文化期・天保期のものが著しい。1863年（文久3年）から1865年（慶応元年）まで続いた奥殿藩陣屋替え騒動の舞台のひとつで、奥殿藩が奥殿から信州佐久郡田野口（龍岡城）への藩庁移転を企図し、これに強く憤慨した領民が多く熊野神社に集って気勢を上げ、抗議行動を起こしている。1908年（明治41年）に奥殿神社（北緯35度1分39.648秒 東経137度12分21.142秒 / 北緯35.02768000度 東経137.20587278度）に合祀され、残されていた社殿などはそのままに遙拝所として残されたが、1945年（昭和20年）末に奥殿神社から分祀されて再び当地に奉祀される。

### 村積山自然緑道
村積山自然緑道（むらづみやましぜんりょくどう）は、1984年（昭和59年）に愛称として制定された岡崎市道である。愛知県道39号岡崎足助線との交差点である北斗台団地入口から村積山自然公園までの道のりをいい、おおむね矢作川水系北斗川に沿う。

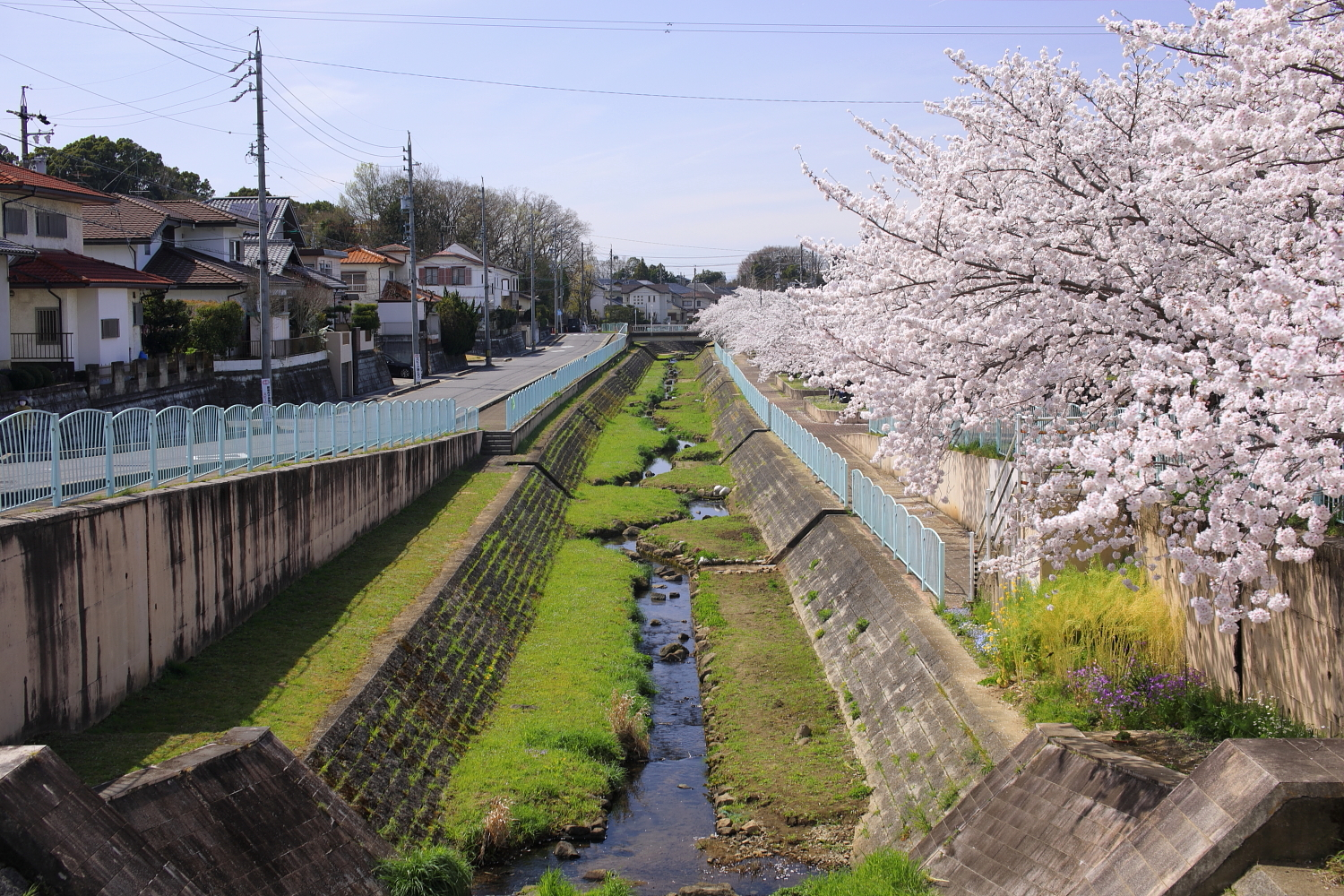
北斗台団地内を流れる北斗川と桜並木。 （2022年（令和4年）4月）
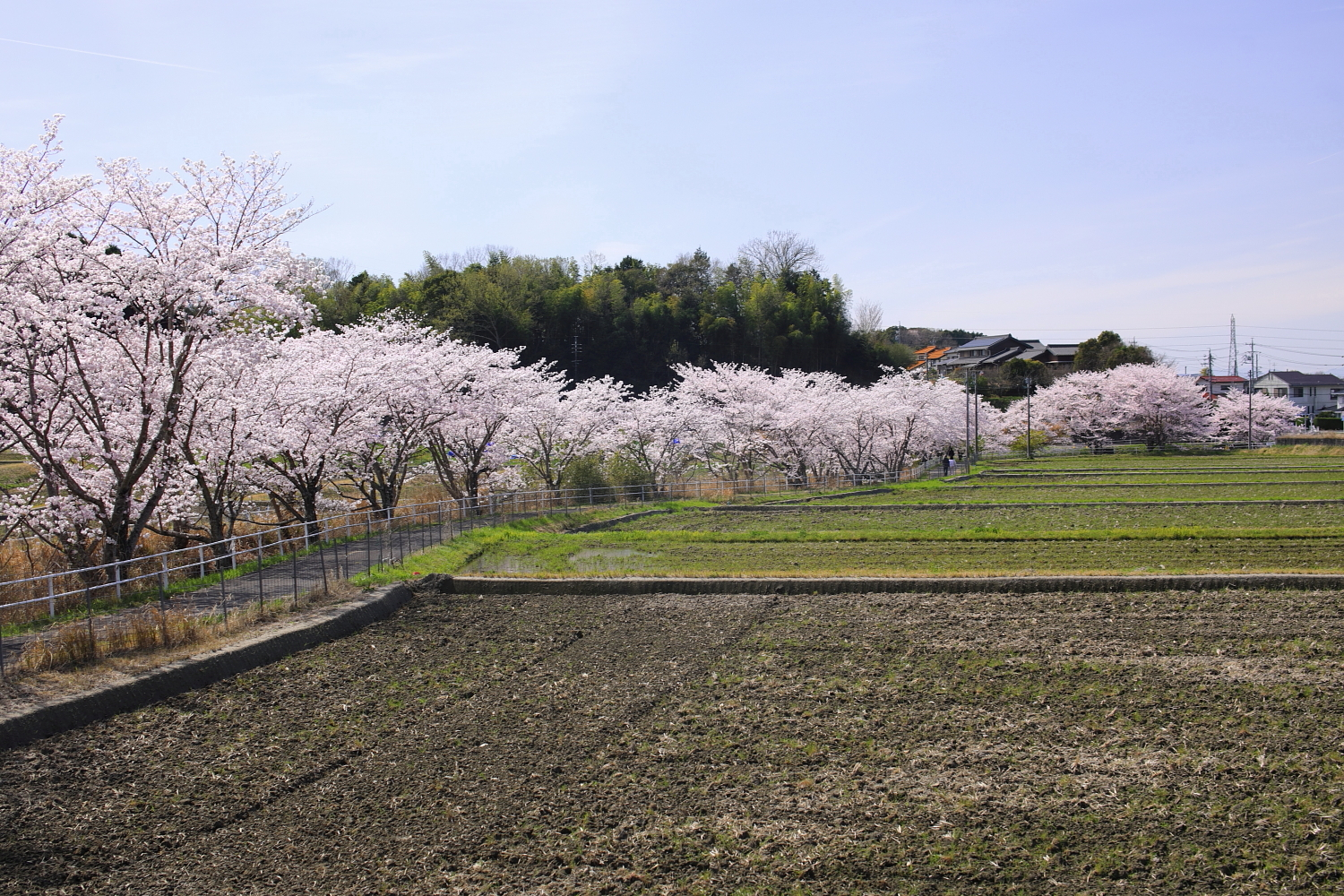
北斗川沿いの桜並木。 （2022年（令和4年）4月）
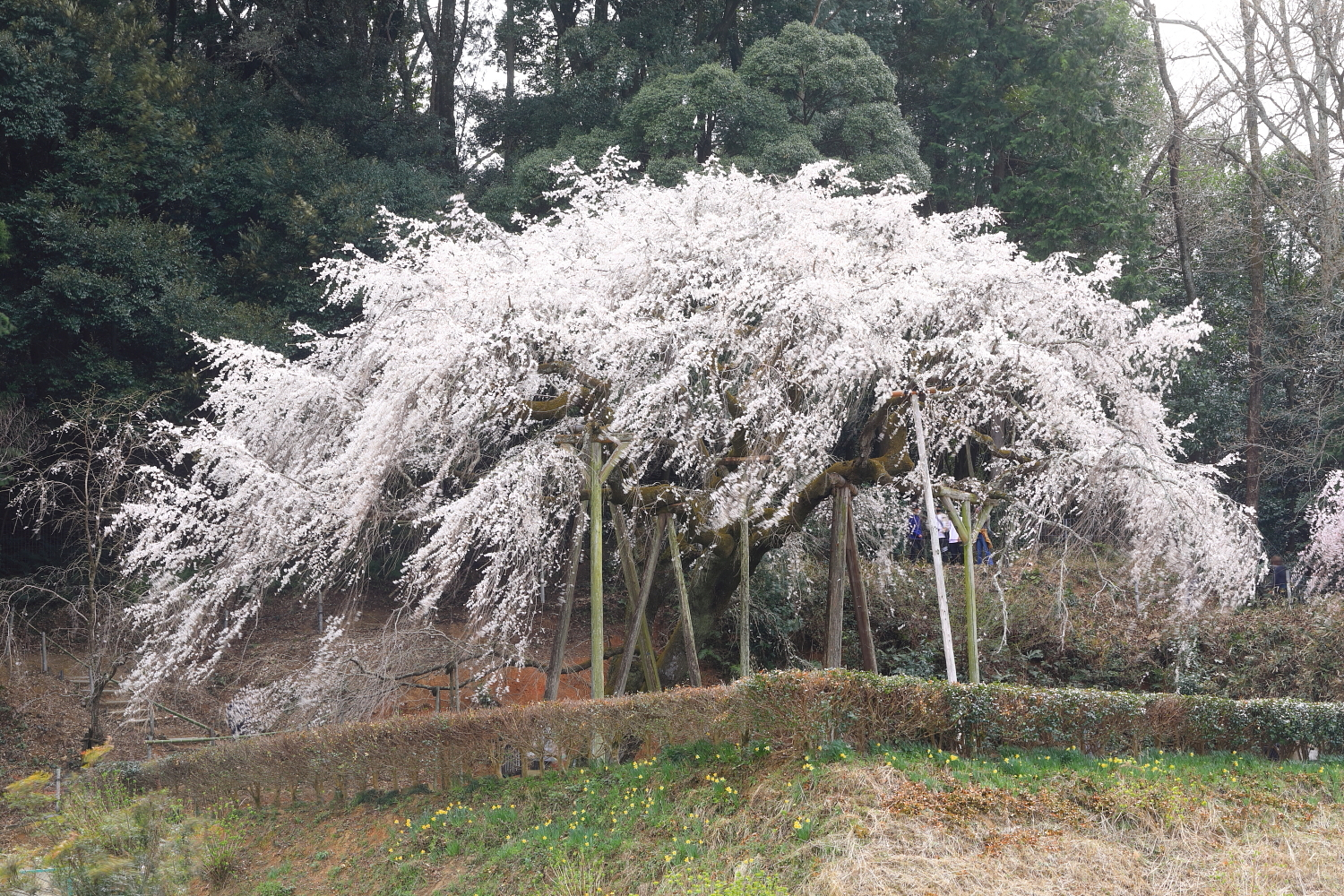
奥山田のしだれ桜（岡崎市指定天然記念物） （2022年（令和4年）3月）

## 名称について
中根洋治は、村積山の「村」は形のよい神体山を示すムレやムロが転じたもの、「積」は稲（米）を積みあげたような円錐形をいうとする。西方の開けた場所から村積山を望むと南北の峰とあわせて釈迦三尊のような並びの神体山であることがわかり、より特別視されてきたという。

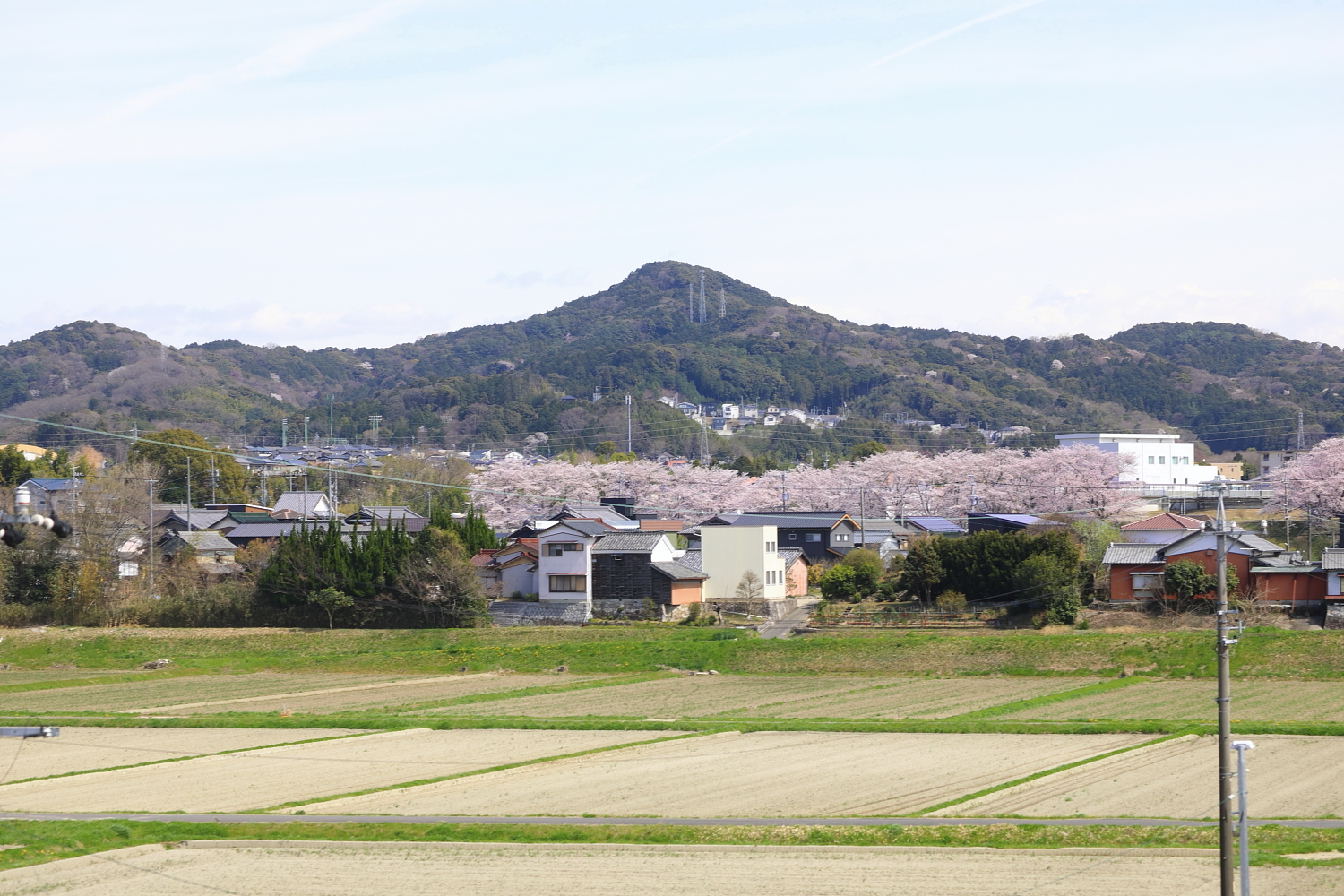
細川町字河原地内より望む（2022年（令和4年）4月）。村積山を中心に3つの峰が連なり漢字の「山」のように見え、こうした様を三尊形式という。

ところで、『三河国二葉松』（1740年（元文5年））に「花薗山　賀茂郡細川村より巽方峯也　今ハ村積山と云　花染やまとも」とあり、菅江真澄は『筆のまにまに』において「花園山、また、花染山ともいふ。今は群積山といふ。」と記す。すなわち、古くは村積山ではなく花園山（はなぞのやま）という名の歌枕として知られたようで、平安時代より多くの歌や紀行文の題材にされている。大宝年間（701年 - 704年）に持統天皇が退位後に三河国を来訪した際、山麓一帯で百花咲き乱れる様を見て感動しこれを花園山と命名したという伝承があるほか、山容の秀麗さから美人山、花染山、三河富士などの別称もあったという。
| 時代     | 収録歌集         | 和歌                                                   | 作者         |
| -------- | ---------------- | ------------------------------------------------------ | ------------ |
| 平安時代 | 『堀河百首』     | 細川の岩間のつらゝとけにけり花園山の峯の霞める         | 藤原仲実     |
| 平安時代 | 『続詞花和歌集』 | 春霞花園山を朝たてば桜狩とや人は見るらむ               | 詠み人知らず |
| 鎌倉時代 | 『夫木和歌抄』   | 浅みどりかすめる空のたへまより梢ぞしるき花そのゝ山     | 藤原為忠     |
| 鎌倉時代 | 『夫木和歌抄』   | 春かすみ立ちかくせとも鶯の鳴く音にしるき花園の山       | 藤原盛忠     |
| 鎌倉時代 | 『夫木和歌抄』   | よそながら匂ふ梢を見るばかり霞なめこそ花園の里         | 藤原為経     |
| 鎌倉時代 | 『山家集』       | しくれ初る花その山に秋くれてにしきの色をあらたむるかな | 西行         |
| 室町時代 | 『富士紀行』     | 旅ころもいざ袖ふれん秋の草の花その山の道をたづねて     | 飛鳥井雅世   |
| 室町時代 |                  | 細川の岩間の苔も緑にて花その山に春風ぞ吹く             | 松平信光     |

## 登山道
村積山への登山口は、緑陽台団地、大沢、下奥殿の熊野神社、上奥殿、丹坂八幡宮、恵田、花園工業団地、奥山田の2箇所など複数あるが、主なルートとしては以下の通り。
奥殿陣屋ルート
「いにしえの小道」と名付けられ、岡崎市奥殿町字西日影地内にて熊野神社境内脇から市道4788号（奥殿村積山線）を南進するルート。
龍渓院ルート・石碑ルート
「歴史の道」と名付けられ、岡崎市桑原町字大沢地内にて龍渓院参道脇から市道1078号（門立奥入線）を東進するルート。途中で龍渓院ルートと石碑ルートが分岐し、龍渓院ルートのほうは北側中腹にて奥殿陣屋ルートに合流する。
奥山田ルート
「こもれびの道」と名付けられ、岡崎市奥山田町字洞地内にて市道3号（恵田仁木線）から分岐した市道4789号（奥山田村積山線）を東進するルート。村積山自然緑道の一部であり、村積神社標柱、村積神社下宮、山田池を経由する。
恵田ルート
岡崎市恵田町字五反田地内にて市道107号（真福寺奥殿線）から分岐した市道1091号（丹坂前上坂下線）を北進するルート。恵田池や反射板脇を経由する。

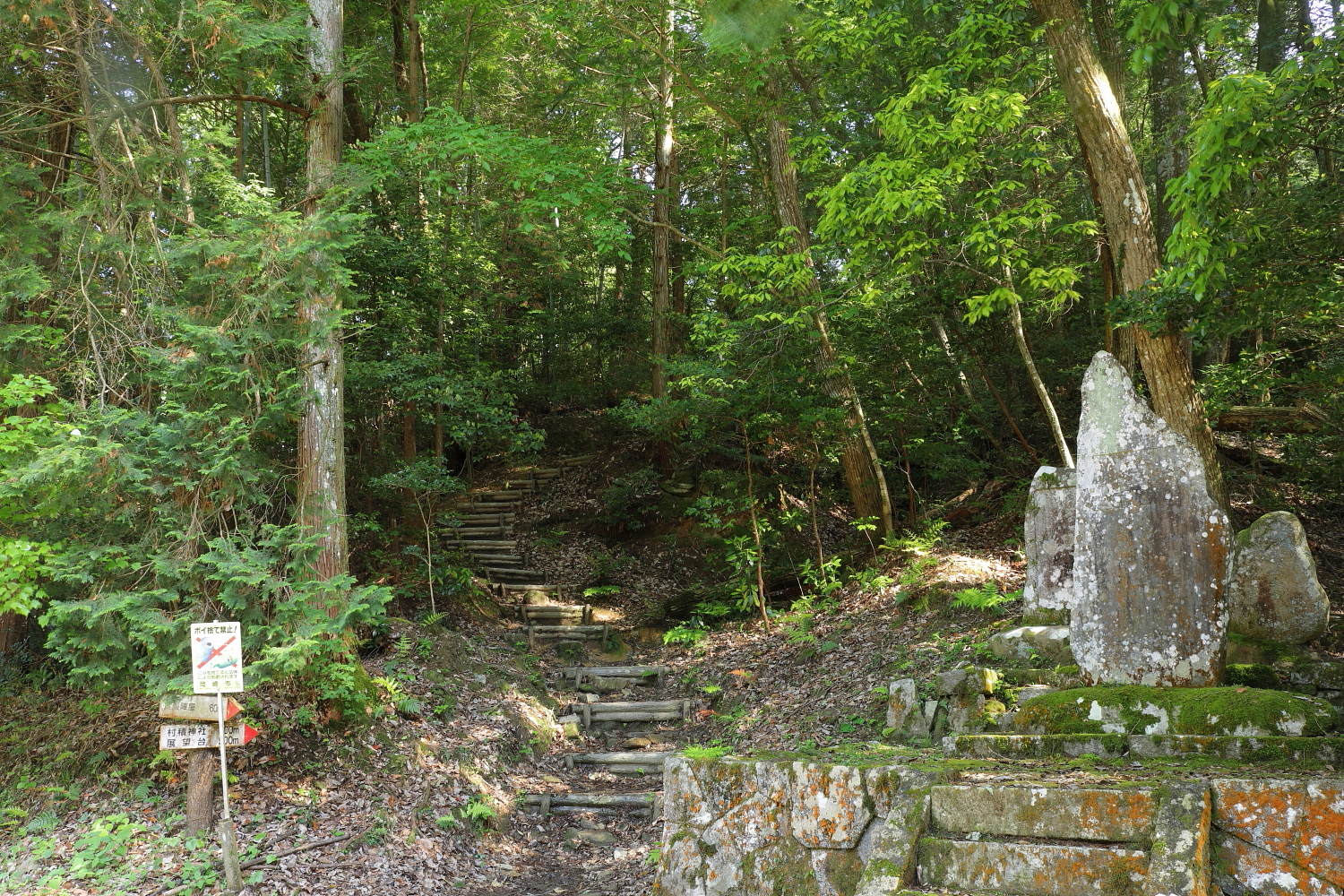
熊野神社境内に脇にある奥殿陣屋ルートの入口。 （2022年（令和4年）4月）
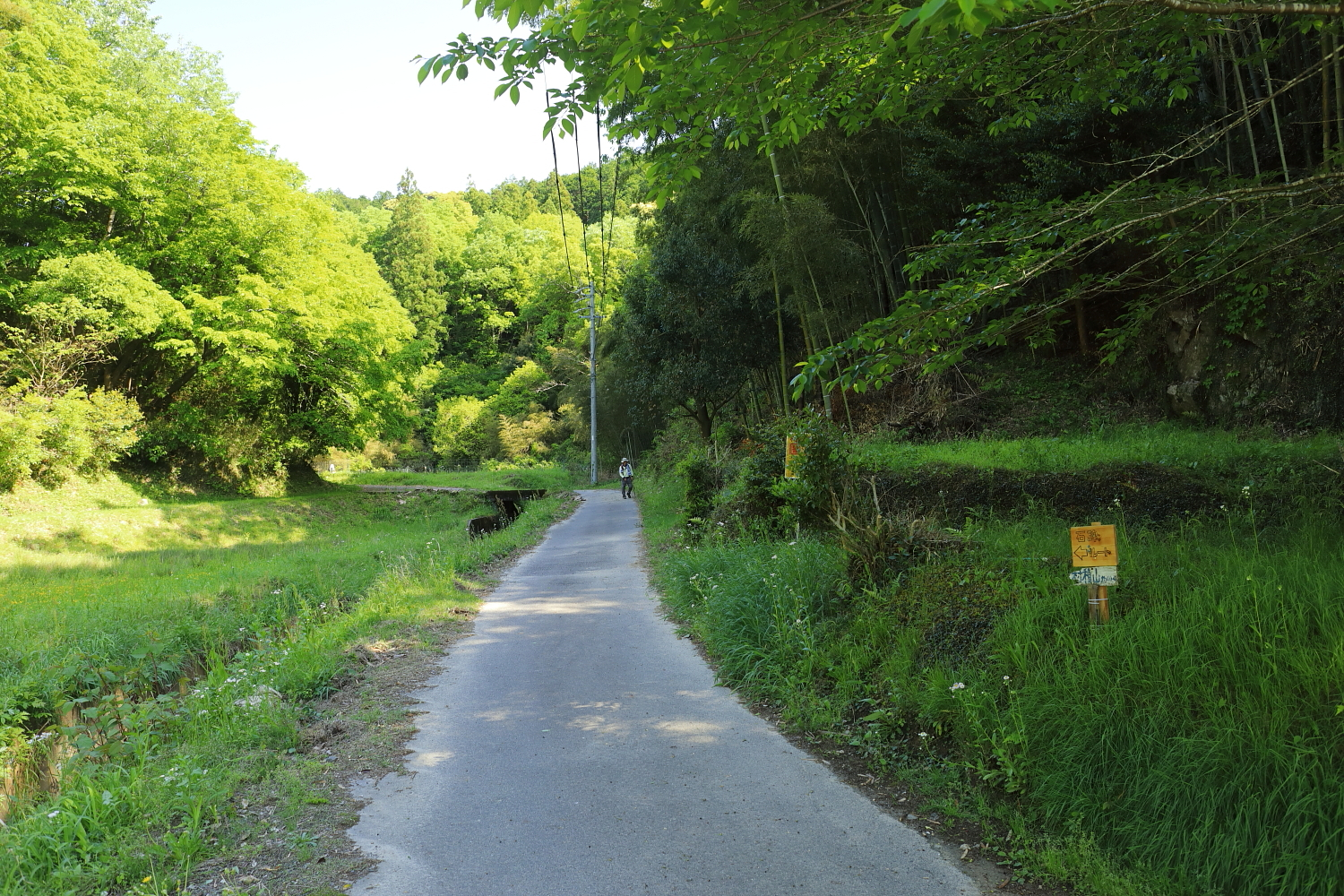
龍渓院脇にある龍渓院ルートの入口。石碑ルートの入口でもあり、案内板が立っている。 （2022年（令和4年）4月）
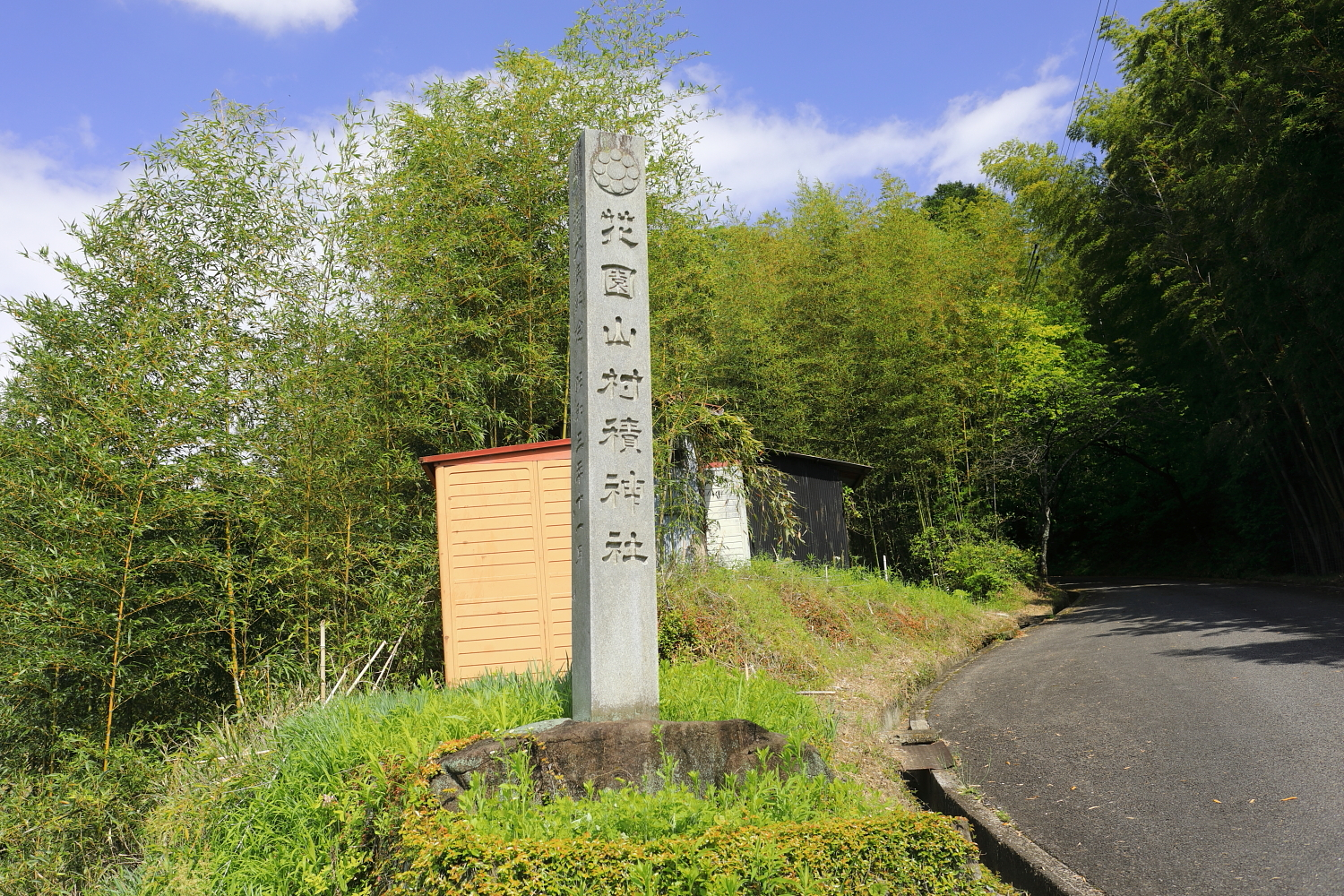
村積神社標柱。 （2022年（令和4年）4月）
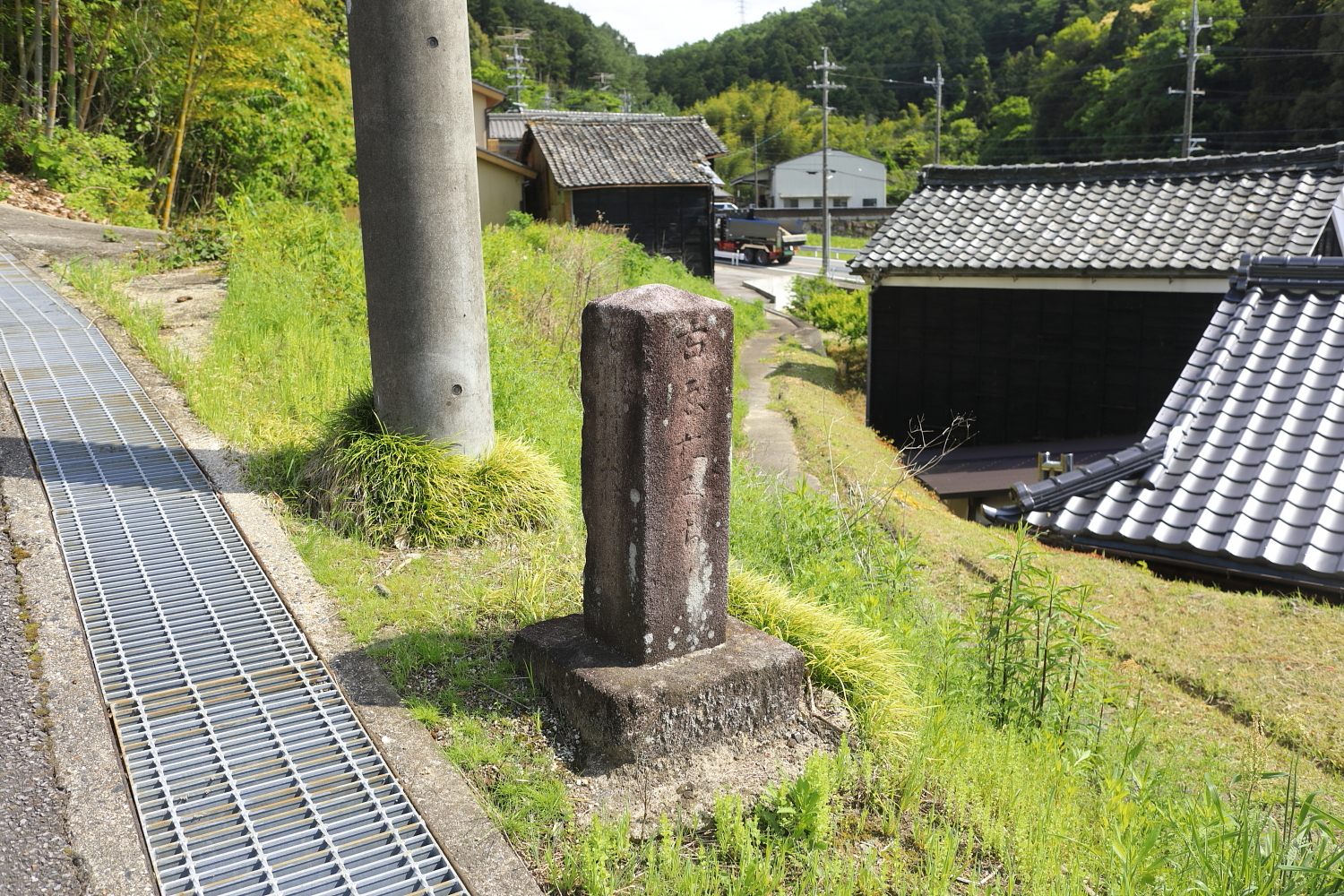
村積神社標柱の近くにある道標。「右ゑたみち　左花園山村積大明神　嘉永六年」とある （2022年（令和4年）4月）
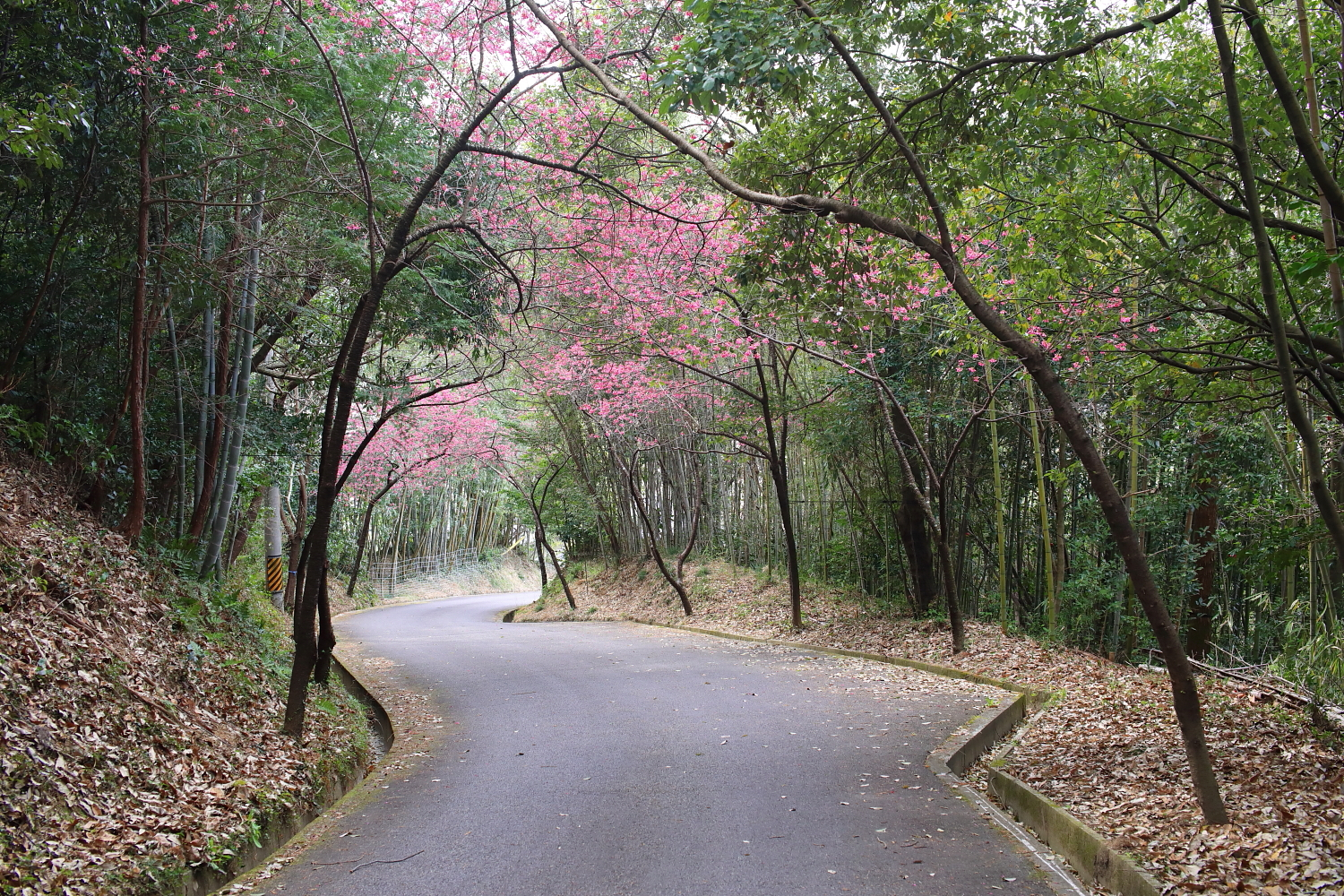
登山道脇に咲くヤマザクラ。 （2022年（令和4年）3月）
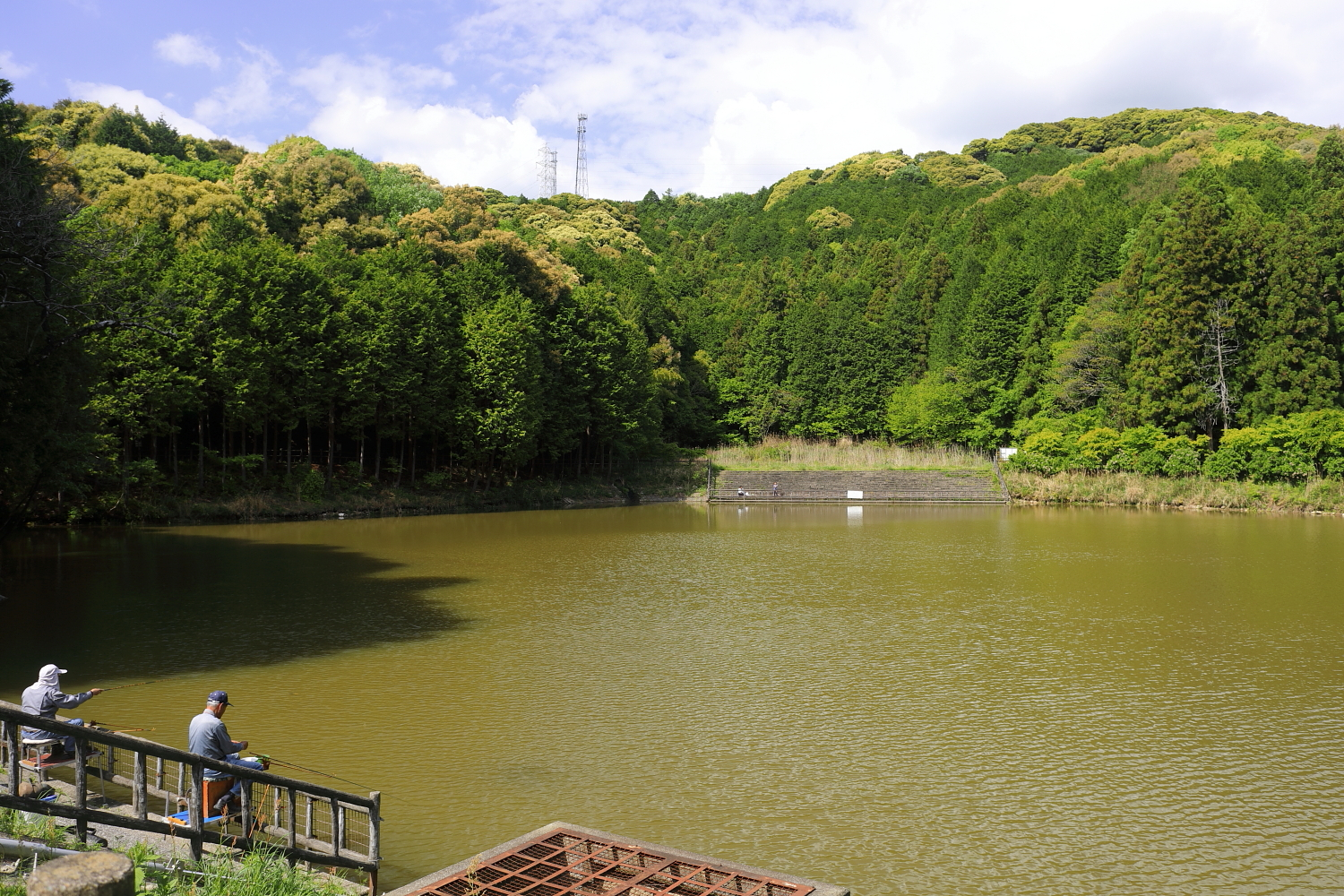
山田池。 （2022年（令和4年）4月）
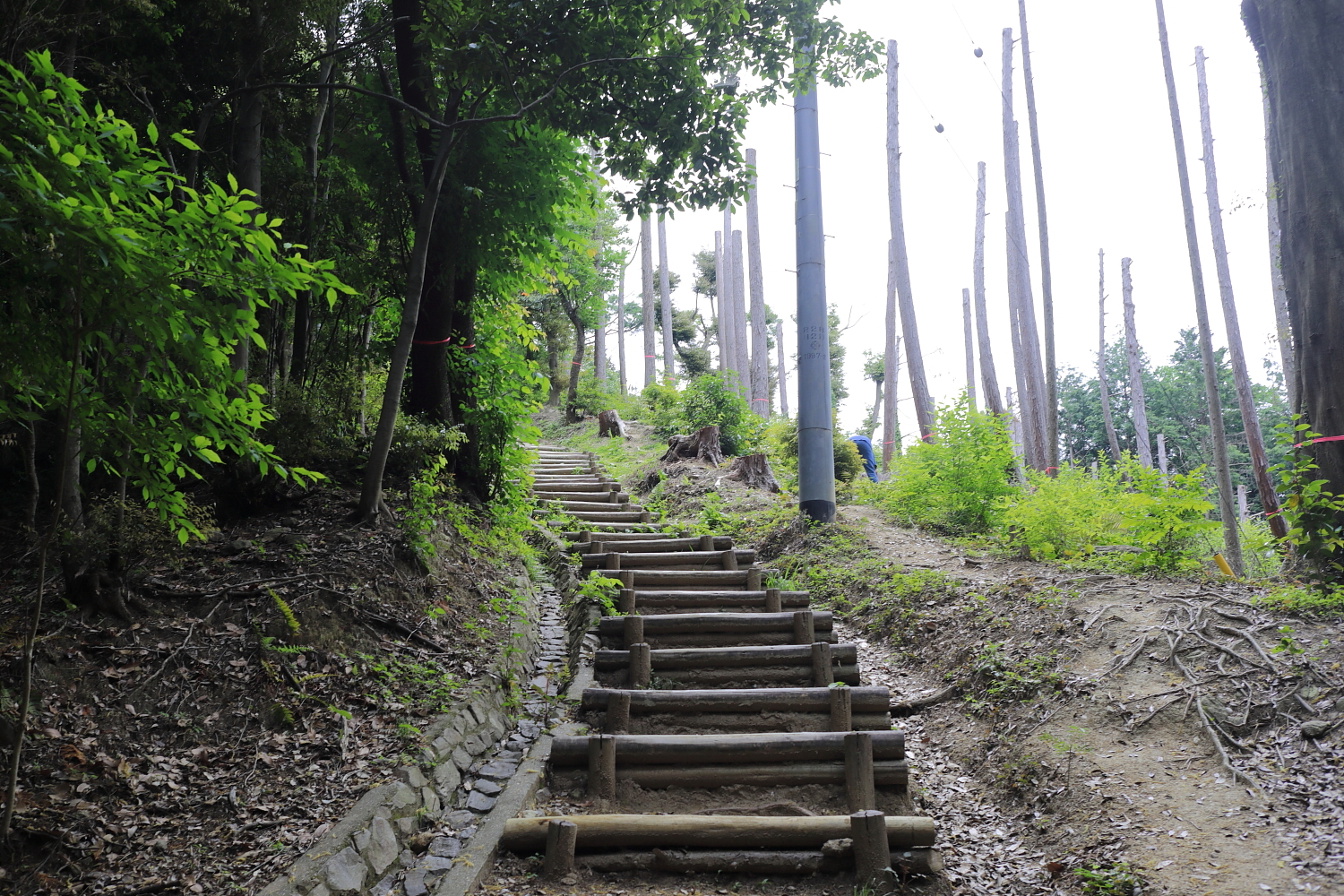
山頂付近。 （2022年（令和4年）5月）
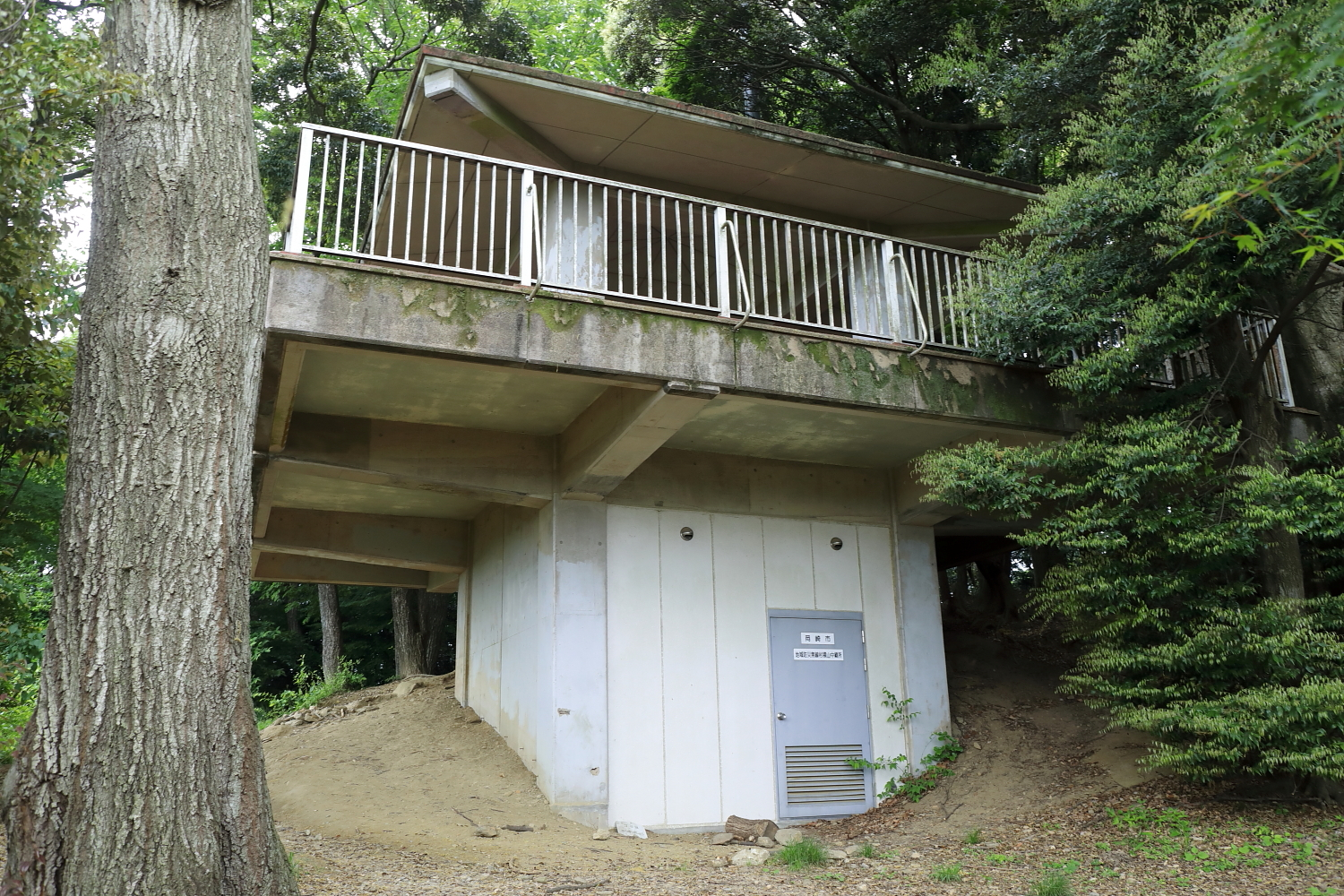
村積山展望台。 （2022年（令和4年）5月）
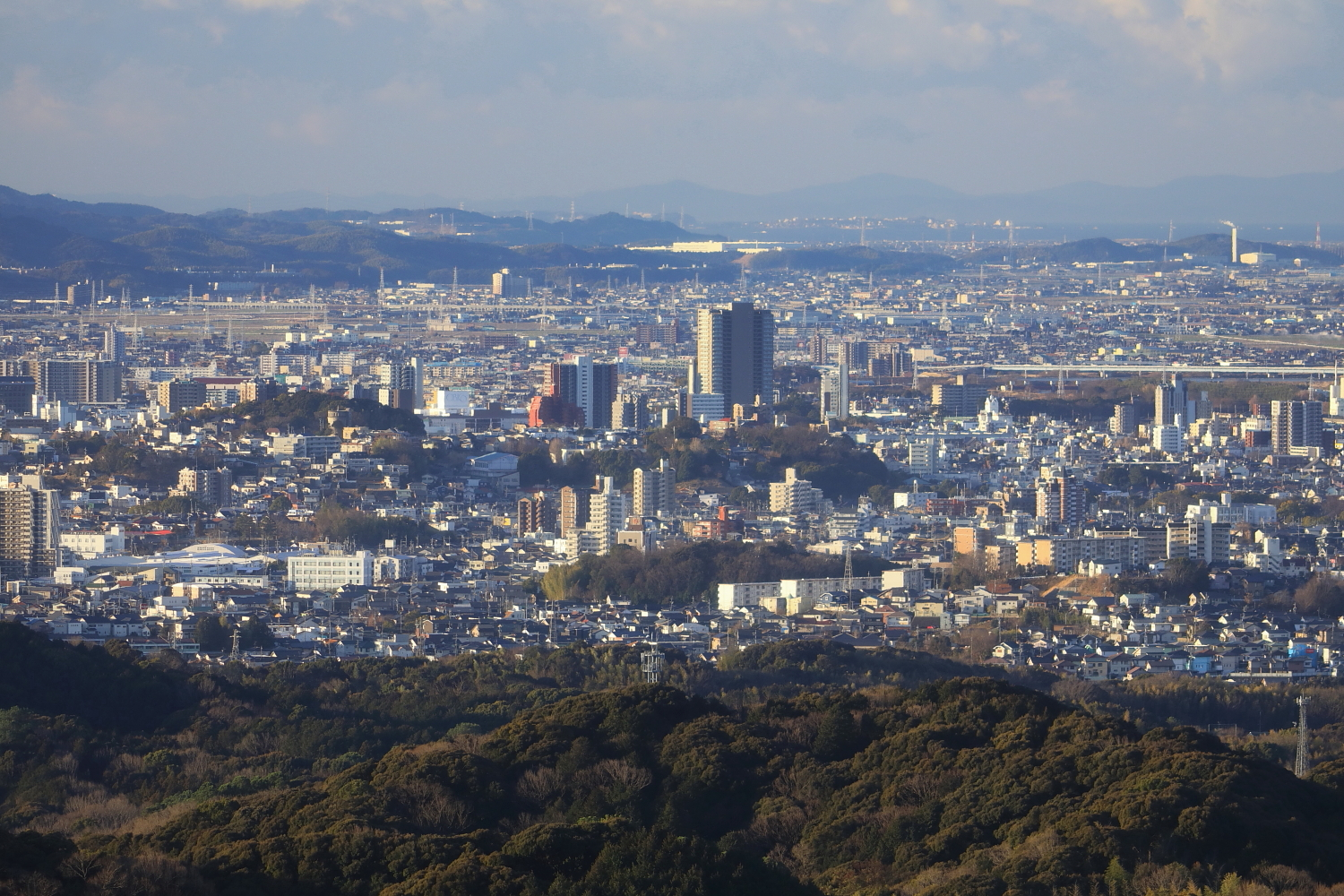
村積山展望台より岡崎市街地を望む。 （2023年（令和5年）2月）
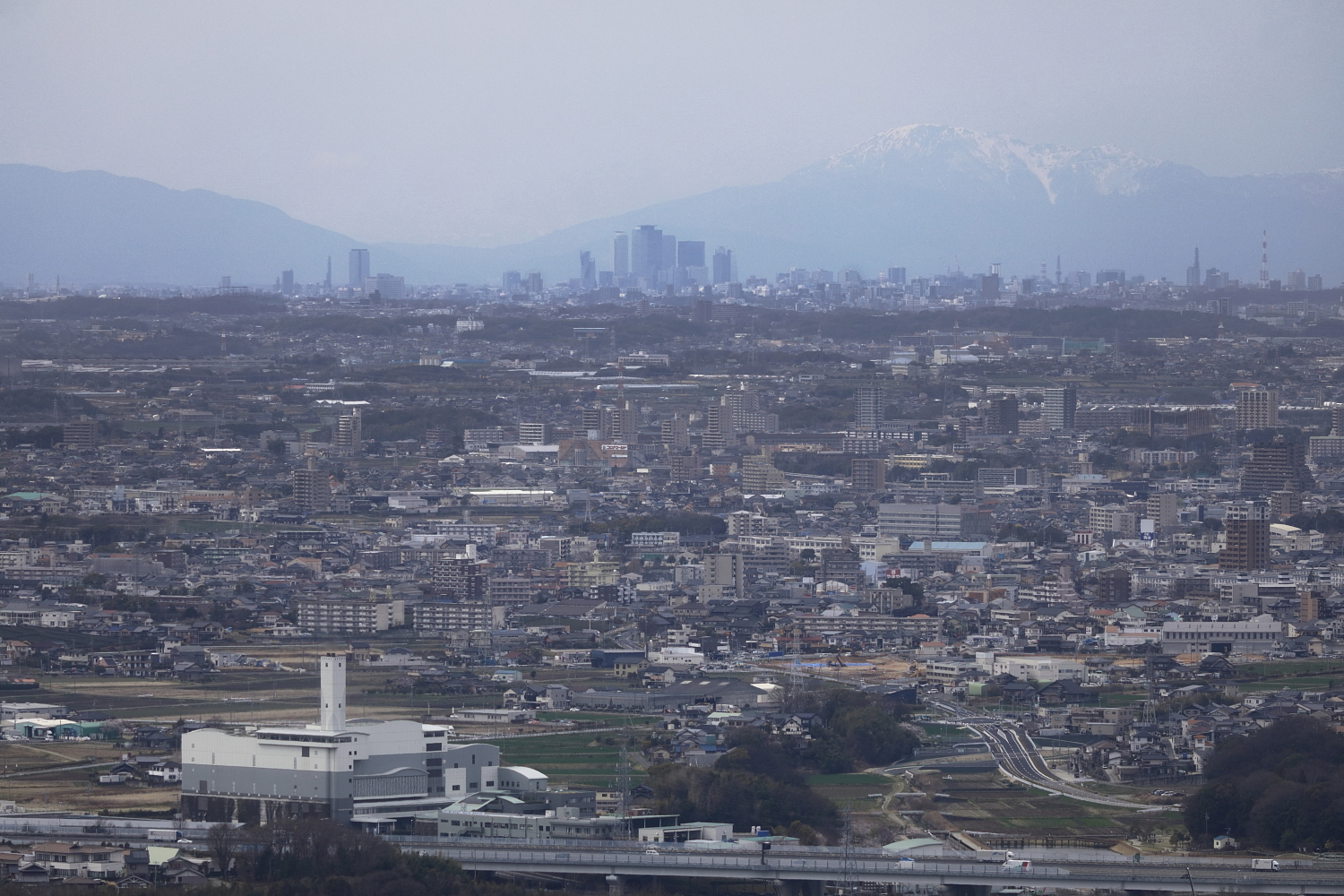
村積山展望台より名古屋駅方面を望む。 （2022年（令和4年）3月）

## 周辺の山
- 弘法山（こうぼうやま） - 細川町と桑原町の境界上にあり、門立山（もだちやま）[71]、龍王山ともいう[72]。中腹に蛇神様（大王龍神）・倶利伽羅不動が祀られ、山頂に三等三角点「細川」がある。
- 八ツ木山（やつぎやま） - おかざき自然体験の森にあり、山頂には三等三角点「八ツ木」と八ツ木天が峯の札がある。かつてマツタケがよく採取され、岡崎線が開通した頃（1924年（大正13年））から「松茸山」・「八ツ木の松たけ」と喧伝されて全国からの集客があり賑わいをみせたという[73]。1959年（昭和34年）に来襲した伊勢湾台風を境にマツタケが採れなくなる[74]。
- 岩津天神山（いわづてんじんやま） - 岩津天満宮が座す。眺望に優れ、新愛知による愛知県十名所（1927年（昭和2年））の9位にランクインしている[73]。